# Muntenegru
Muntenegru (în sârbă/muntenegreană: Crna Gora / Црна Гора; pronunție muntenegreană: [t͡sr̩̂ːnaː ɡɔ̌ra] ⓘ, care înseamnă "Munte Negru") este un stat suveran din Europa de Sud-Est, pe coasta Mării Adriatice, și care se învecinează cu Croația la vest, cu Bosnia și Herțegovina la nord-vest, cu Serbia la nord-est, cu Kosovo la est și cu Albania la sud-est. Este unul dintre statele succesoare ale fostei Iugoslavii, declarându-și independență în anul 2005. Capitala și cel mai mare oraș este Podgorița, în timp ce Cetinje este desemnat ca Prijestonica, adică fosta Capitală Regală a Orașului.
În secolul al IX-lea, pe teritoriul Muntenegrului existau trei principate sârbești: Duklja, corespunzătoare aproximativ jumătății sudice a țării, Travunia, în vest, și Rascia⁠(d), în nord. În 1042, arhontele Stefan Vojislav condus o revoltă care a dus la independența Dukljei și la stabilirea dinastiei Vojislavljević. Duklja și-a atins apogeul sub Voislav, fiul lui Mihailo⁠(d) (1046-81), și nepotul lui Bodin (1081-1101). În secolul al XIII-lea, Zeta înlocuise Duklja ca nume al țării. La sfârșitul secolului al XIV-lea, partea de sud a Muntenegrului (Zeta) a intrat sub conducerea familiei nobiliare Balšić, apoi a familiei nobiliare Crnojević⁠(d), și până în secolul al XV-lea, Zeta era deja mai frecvent denumită Crna Gora (în venețiană: monte negro). Mari porțiuni a căzut sub controlul Imperiului Otoman din anul 1496 până la 1878. Unele părți au fost controlate de Veneția și apoi de succesorii ei, Primul Imperiu Francez și Austro-Ungaria. Din 1515 până în 1851, conducătorii statului au fost domnii-episcopi (vlădicii din Cetinje). Familia Petrović-Njegos⁠(d) a condus țara până în 1918. Din 1918, a fost o parte a Iugoslaviei. Pe baza unui referendum privind independența ținut la 21 mai 2006⁠(d), Muntenegru și-a declarat independența la 3 iunie în același an.
Clasificat de Banca Mondială drept o țară cu venituri medii-superioare, Muntenegru este stat membru al ONU, NATO (de la 5 iunie 2017), al Organizației Mondiale a Comerțului, al Organizația pentru Securitate și Cooperare în Europa, al Consiliului Europei, al Acordului Central European de Liber Schimb și membru-fondator al Uniunii Mediteraneene. Este stat candidat⁠(d) de negociere pentru a adera la Uniunea Europeană.

## Etimologie

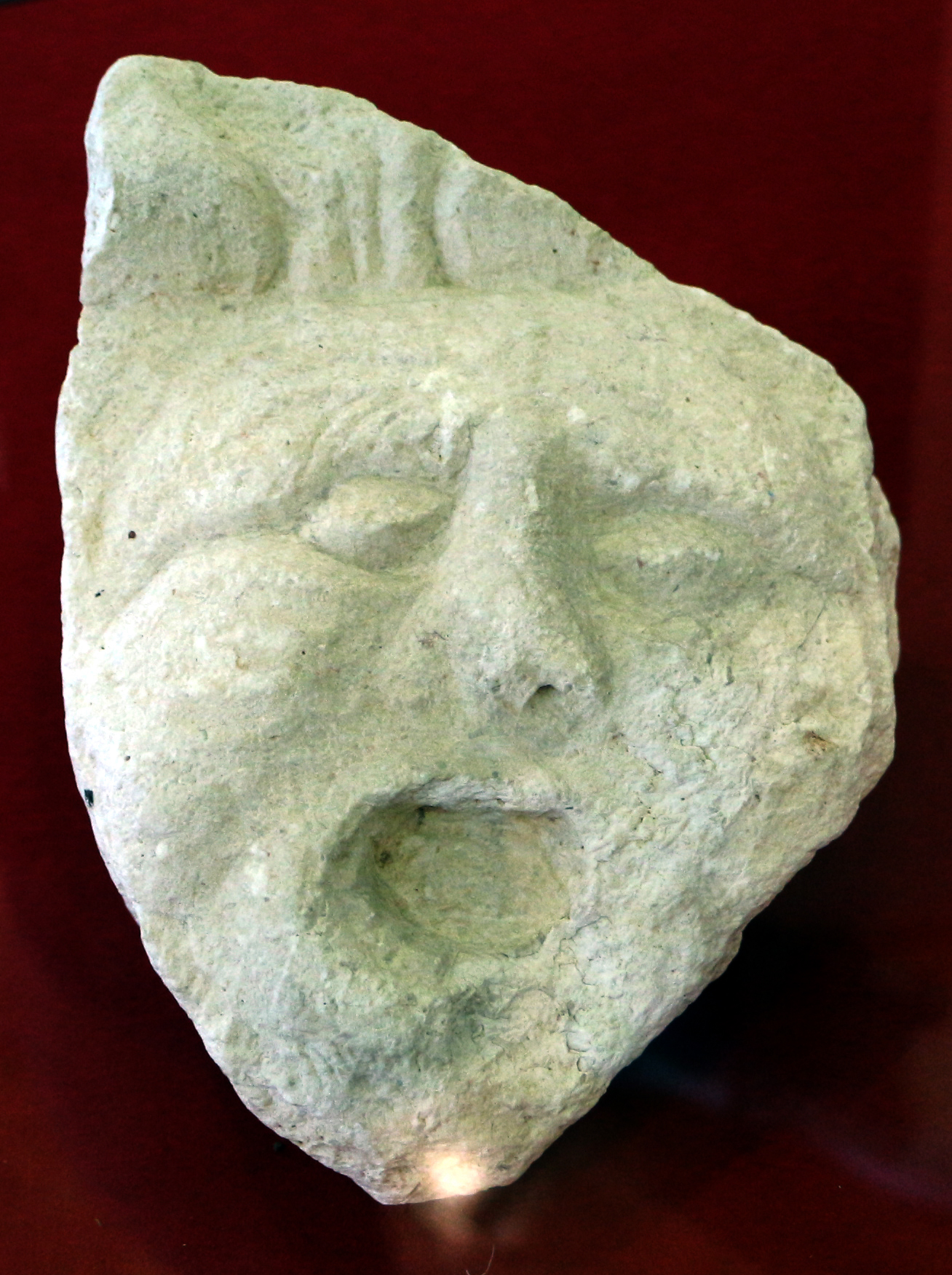
Mască din necropola.

Numele țării în cele mai multe limbi vest-europene reflectă o adaptare a denumirii venețiene Montenegro (din latină, mons „munte” + niger „negru”), aproximativ „Muntele Negru”. Alte limbi, în special cele apropiate și inclusiv în română, utilizarea reprezintă o traducere directă a acestei sintagme. Alte astfel de exemple sunt numele albanez, Mali i Zi, cel grecesc de Μαυροβούνιο, dar și cel chinez de "黑山" (Heishan), și cel turcesc, Karadağ, toate însemnând „Munte Negru”. Numele autohton este Crna Gora, denumirea fiind extinsă la o parte mai mare a țării în secolul al XV-lea. Inițial, el făcea referire numai la o mică fâșie de pământ deținută de clanul Paštrovići, dar în cele din urmă a ajuns să fie folosită pentru regiune muntoasă mai mare, după numele familiei Crnojević din Zeta Superioară.
Regiunea sus-menționată a devenit cunoscut sub numele de „Muntenegrul Vechi” (Stara Crna Gora), prin secolul al XIX-lea, pentru a se distinge de tritoriul nou-dobândit Brda („înălțimile”). Muntenegru și-a mărit și mai mult dimensiunile până în secolul al XX-lea, ca rezultat al războaielor împotriva Imperiului Otoman, care au dus la anexarea Vechii Herțegovine⁠(d) și a unor părți din Metohija și din Raška⁠(d) de sud. Granițele s-au mai schimbat puțin de atunci, pierzând Metohija și câștigând Golful Kotor⁠(d).
Codul ISO Alpha-2⁠(d) pentru Muntenegru este ME și codul Alpha-3⁠(d) este MNE.

## Istoria

### Antichitate

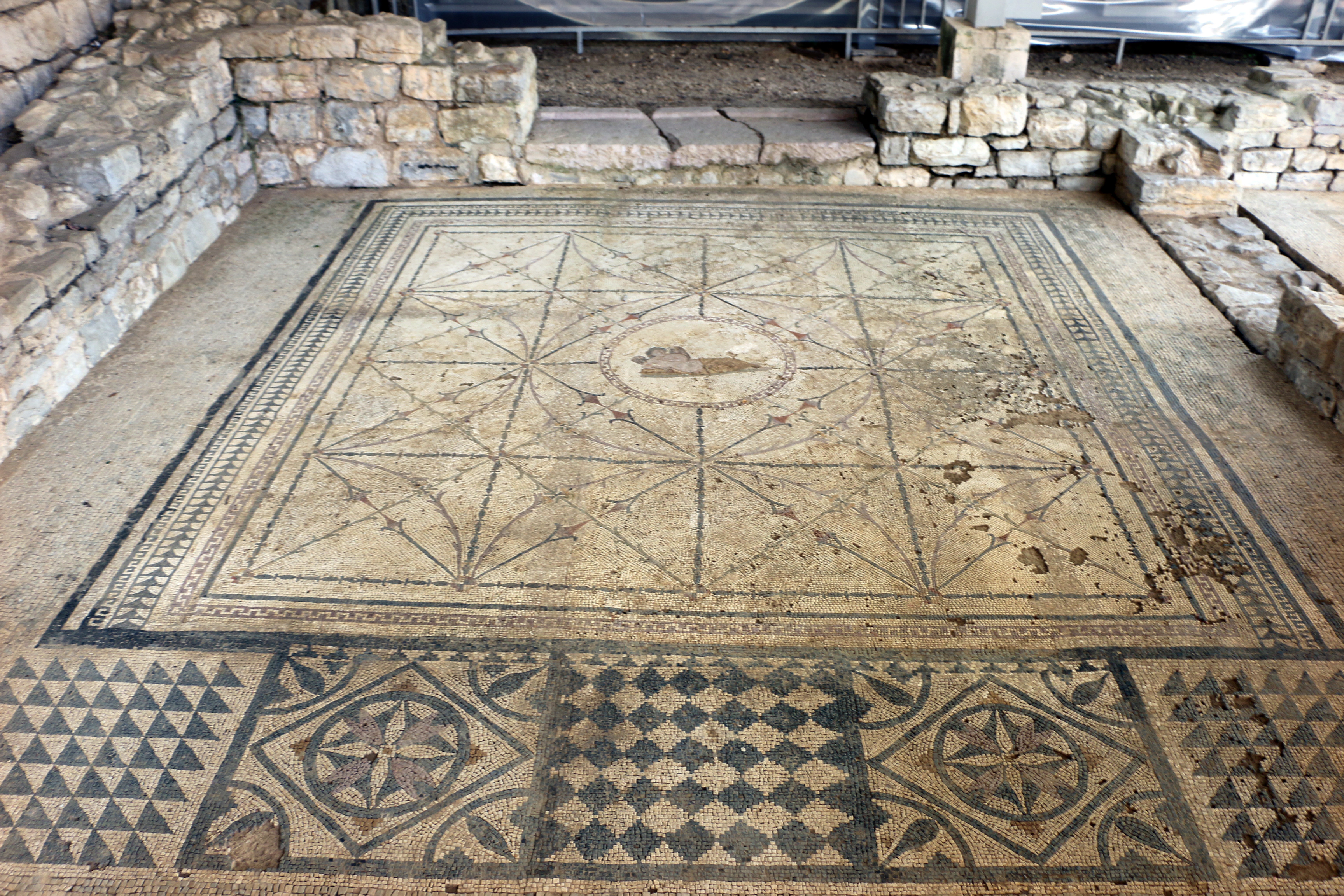
Vechi vile romane din mozaicuri de Risan.

Pliniu, Appian și Ptolemeu menționau că Docleatae trăiesc într-o regiune maritimă, care deține orașul Doclea (aflat pe locul actualului Podgorița)

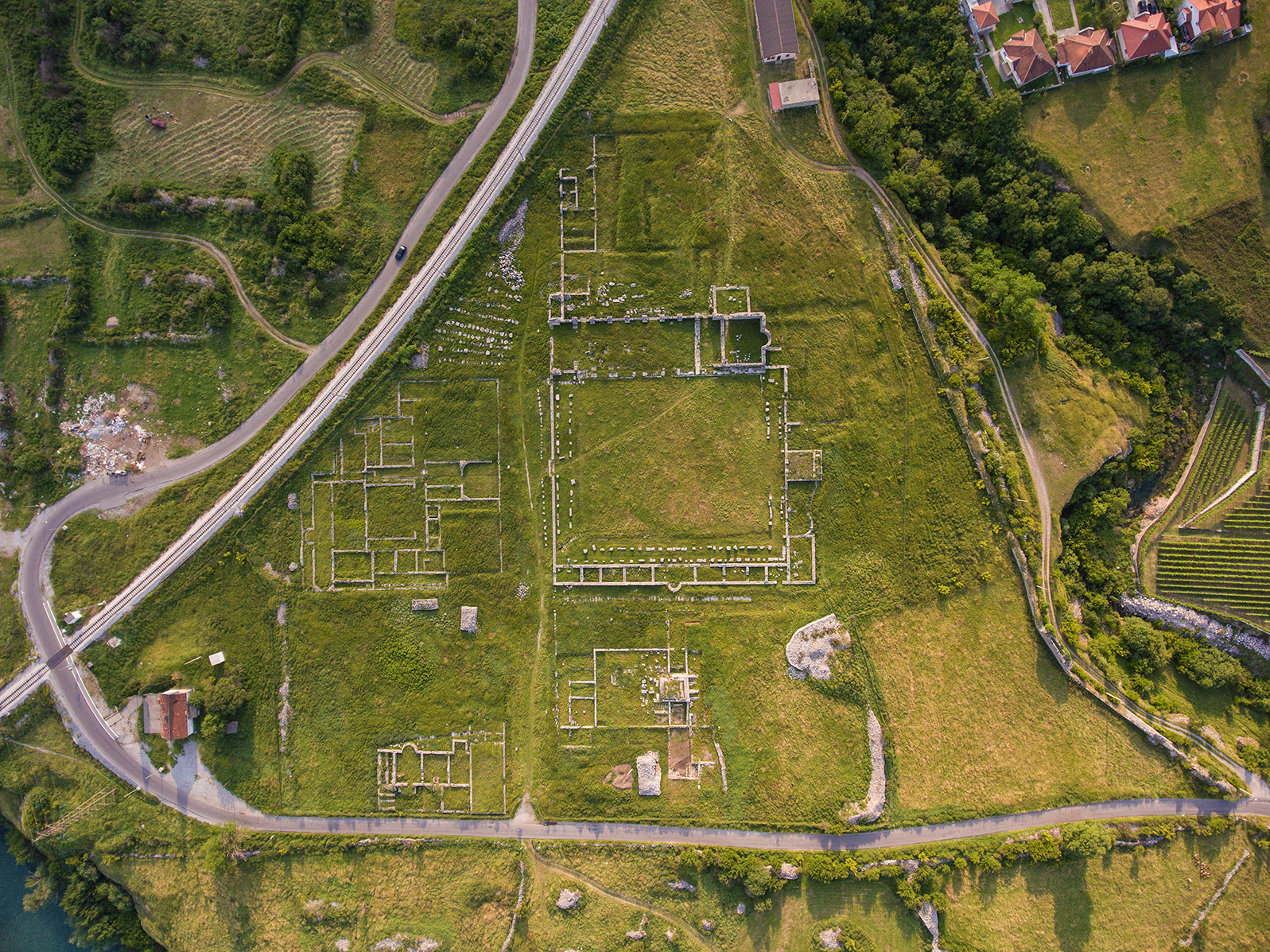
Orașul ilir și roman.

Ilirii au fost primii locuitori atestați ai regiunii, ajungând aici la sfârșitul Epocii Fierului. Până la anul 1000 î.e.n.⁠(d), aceste triburi formaseră o limbă iliră și o cultură comune, care s-au răspândit în mare parte din Balcani. Interacțiunea dintre grupuri nu a fost întotdeauna prietenoasă – cea mai frecventă formă de așezare erau așezările întărite de pe dealuri – dar au evoluat forme de artă specific ilire, cum ar fi bijuteriile de chihlimbar și bronz. În timp, ilirii au format o federație de triburi centrată în ceea ce este astăzi Macedonia și nordul Albaniei. Grecii au creat colonii pe coaste pe locurile unor așezări ilire aproximativ pe la 400 î.e.n. Ulterior, cultura elenă cultură s-a răspândit treptat din centrele grecești, în special de la Bouthoe (Budva).
Romanii au urmat după aceștia. Impulsul inițial pentru incursiunile romane a venit atunci când, în 228 î.e.n., grecii au cerut romanilor protecție față de o iliră pe nume Teuta. Ea a fugit la Risan, după ce a fost obligată să plece din fortăreața ei de către romanii care au hotărât să rămână în regiune, atrași de resursele sale naturale. Ilirii au continuat să opună rezistență romanilor până în 168 î.e.n., când a fost învins ultimul rege ilir, Gentius⁠(d). Romanii au profitat de această oportunitate pentru a absorbi complet Balcanii în provinciile lor prin 100 î.e.n. Ei au construit rețele de castre, drumuri și rute comerciale de la Dunăre la Marea Egee, ceea ce a accelerat procesul de romanizare. Cu toate acestea, în afara orașelor, cultura dominantă a rămas cea iliră.
Romanii au înființat provincia Dalmația, care cuprindea și ceea ce astăzi este Muntenegru. Cel mai important oraș roman din această regiune a fost Doclea⁠(d), fondat în jurul anului 100 e.n. Descoperirile arheologice din Doclea (de exemplu, bijuterii și opere de artă) indică faptul că acesta a fost un nod al unei rețele de comerț extinse și plină de viață. Chiar și cu această gamă largă de rețele de comerț, Roma era în declin la începutul secolului al IV-lea, când împăratul Dioclețian a împărțit imperiul în două jumătăți administrative. Invadatorii din nord și vest pătrundeau pe teritoriul roman și în 395 Imperiul Roman a fost în mod oficial divizat, jumătatea de vest fixându-și capitala la Roma iar cea estică, care în cele din urmă a devenit Imperiul Bizantin, și-a stabilit capitala la Constantinopol. Muntenegrul modern cade pe falia între aceste două entități. După ce ostrogoții au năvălit prin Balcani au cucerit părțile regiunii anterior deținute de romani, împăratul Iustinian a restabilit controlul bizantin asupra Balcanilor după 537 și a adus cu el creștinismul.

### Evul Mediu

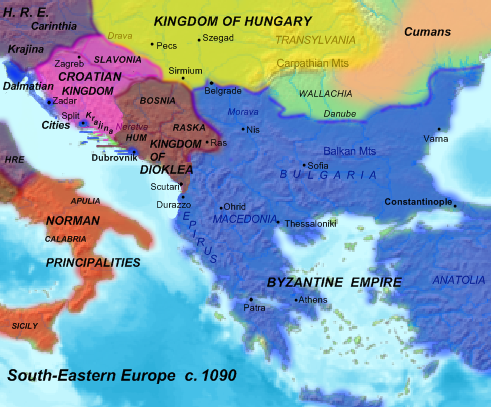
1080 e.n. Apogeul puterii Dukljei.

Duklja și-a câștigat independența față de Imperiul Roman de Răsărit în 1042. În următoarele câteva decenii, ea și-a extins teritoriul cuprinzând statele vecine Rascia și Bosnia și a fost recunoscută ca regat. Puterea sa a început să intre în declin de la începutul secolului al XII-lea. După moartea regelui Bodin (în 1101 sau 1108), au urmat mai multe războaie. În timp ce nobilimea lupta pentru tron, regatul a slăbit și la 1186 a fost cucerit de Ștefan Nemanja și încorporat în Regatul Sârb ca o provincie pe nume Zeta. După ce Imperiul Sârb s-a prăbușit în a doua jumătate a secolului al XIV-lea, cea mai puternică familie din Zeta, Balšić, a devenit suverană în Zeta.

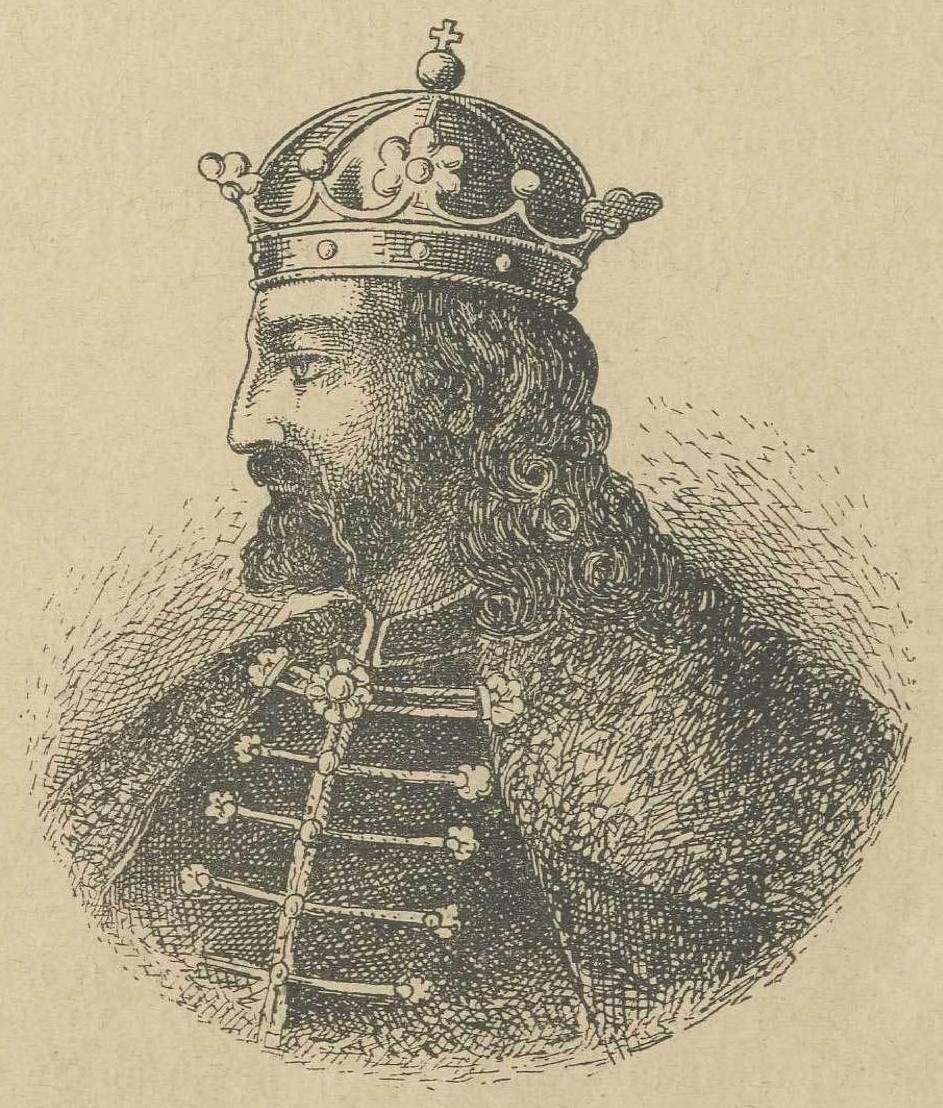
Constantin Bodin, primul conducător cunoscut al Dukljei

În 1421, Zeta a fost anexată de despotatul sârb dar, după 1455, o altă familie nobiliară din Zeta, familia Crnojević⁠(d), a devenit conducătoarea țării, aceasta ajungând ultima monarhie din Balcani care nu căzuse în mâinile otomanilor, în anul 1496, și a fost anexată la sangeacul Shkodër. În timpul domniei Crnojevićilor, Zeta a devenit cunoscută sub numele actual Muntenegru.
Pentru o perioadă scurtă de timp, Muntenegru a existat ca sangeac otoman separat între 1514-1528, o altă versiune a acestei structuri existând din nou între 1597 și 1614. De asemenea, regiunea Vechea Herțegovină⁠(d) a fost alipită sangeacului Herțegovina⁠(d).

### Lupta împotriva dominației otomane și vlădicatul

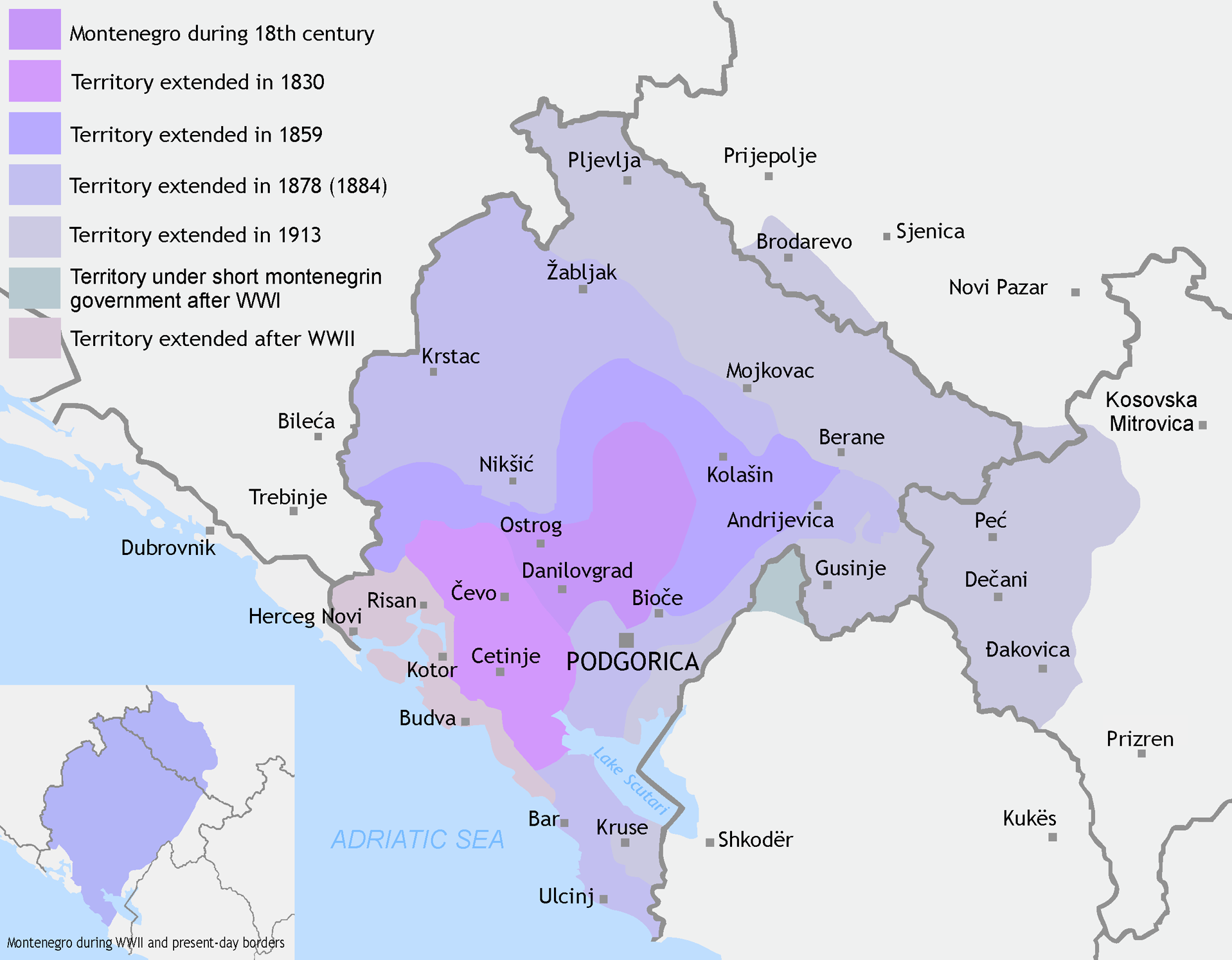
Expansiunea Principatului Muntenegrului

În secolul al XVI-lea, Muntenegru a dezvoltat o formă unică de autonomie în cadrul Imperiului Otoman, boierimea muntenegreană fiind liberă de anumite restricții. Cu toate acestea, muntenegrenii au refuzat să accepte dominația otomană și în secolul al XVII-lea au declanșat numeroase rebeliuni, culminând cu înfrângerea otomanilor în Războiul Ligii Sfinte de la sfârșitul acelui secol.
Strategia militară muntenegreană a fost, ca și în cazul multor popoare europene mici care au fost supuse invaziei otomane, tactica pământului pârjolit.
Muntenegrul consta din teritoriile controlate de clanurile războinice. Fiecare clan avea de obicei un conducător (cneaz), care, de obicei, nu moștenea titlul, cu excepția cazului în care se dovedea a fi la fel de demn de a fi lider ca și predecesorul său. Marea adunare a clanurilor muntenegrene (Zbor) se ținea de obicei în fiecare an pe 12 iulie la Cetinje, și orice adult putea lua parte.
Muntenegru a devenit o teocrație condusă de mitropoliți, înfloritoare, după ce Petrović-Njegoš au devenit domni-episcopi tradiționali (cu titlul de „vlădică al Muntenegrului”). Republica Venețiană a introdus guvernatori care s-au amestecat în politica Muntenegrului; când republica a fost desființată și urmată de Imperiul Austriac, în 1797, guvernatorii au fost desființați de către vlădica Petar al II-lea în 1832.

### Principatul Muntenegrului

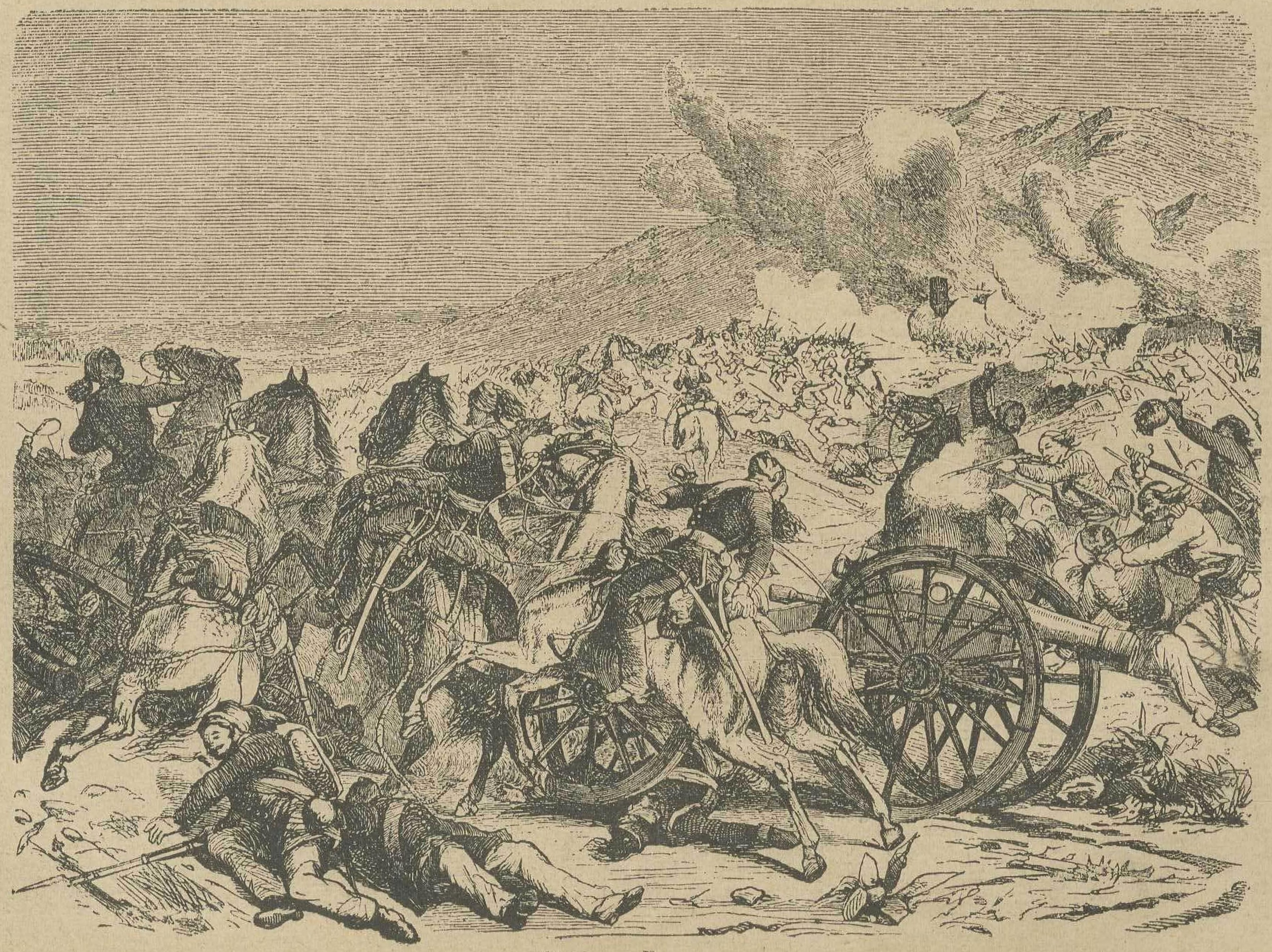
din 1858 cu victoria decisivă a muntenegrenilor asupra otomanilor

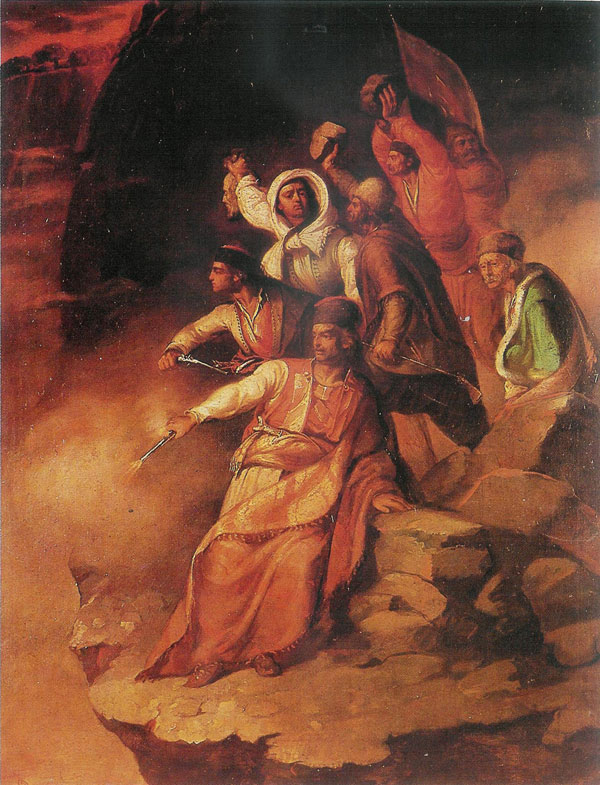

Sub Nicolae I, principatul a fost extins de mai multe ori în urma unor războaie turco-muntenegrene și a fost recunoscut ca stat independent în 1878. Sub domnia lui Nicolae I, s-au stabilit relații diplomatice cu Imperiul Otoman. Cu excepția unor conflicte minore de frontieră, diplomația a adus aproximativ 30 de ani de pace între cele două state până la detronarea lui Abdul Hamid al II-lea.
Calitățile politice ale lui Abdul Hamid și ale lui Nicolae I au jucat un rol major în relațiile amiabile între cele două state. A urmat modernizarea statului, culminând cu proiectul Constituției din 1905. Cu toate acestea, au apărut dispute politice între Partidul Popular⁠(d), care sprijinea procesul de democratizare și unirea cu Serbia, și cei din Adevăratul Partid Popular⁠(d), care erau monarhiști.
În această perioadă, una dintre cele importante victorii ale Muntenegrului asupra otomanilor a avut loc în bătălia de Grahovac⁠(d). Ducele Mirko Petrović⁠(d), fratele mai mare al cneazului Danilo⁠(d), în fruntea unei armate de 7.500 de oameni, i-a învins pe otomanii superiori numeric, care au avut 15.000 de soldați la Grahovac la 1 mai 1858. Gloria victoriei muntenegrene a fost curând imortalizată în cântece și literatură de toți slavii sudici, în special de muntenegrenii din Voivodina, care pe atunci făcea parte din Austro-Ungaria. Aceasta a forțat Marile Puteri să delimiteze oficial granița dintre Muntenegru și Imperiul Otoman, recunoscând autonomia Muntenegrului. Independența țării a fost recunoscută de către Imperiul Otoman prin Tratatul de la Berlin din 1878.
Prima constituție a Muntenegrului a fost proclamată în 1855; ea a fost cunoscută sub numele de Codul lui Danilo.

### Regatul Muntenegrului (1910-1918)

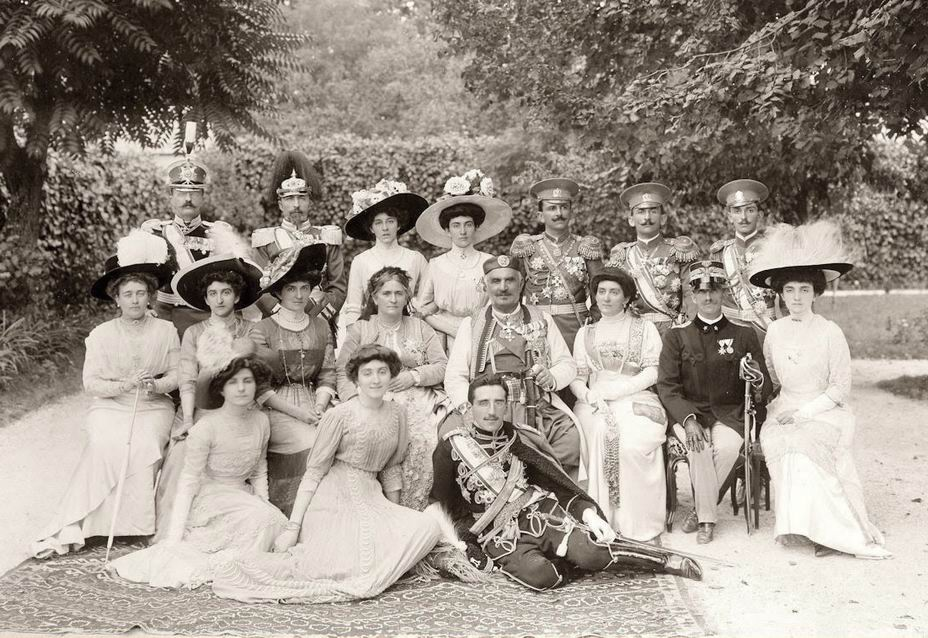
Regele Nikola I Petrović-Njegos în costum național muntenegrean, cu soția lui,, fiii, fiicele, nepoții, ginerii și norele.

În 1910 Muntenegru a fost proclamat regat și, ca urmare a războaielor Balcanice din 1912 și 1913 (în care otomanii au pierdut tot teritoriul din Balcani) s-a stabilit o frontieră comună cu Serbia, Shkodër fiind acordat nou-înființatei Albanii.

#### Unificarea și Răscoala de Crăciun

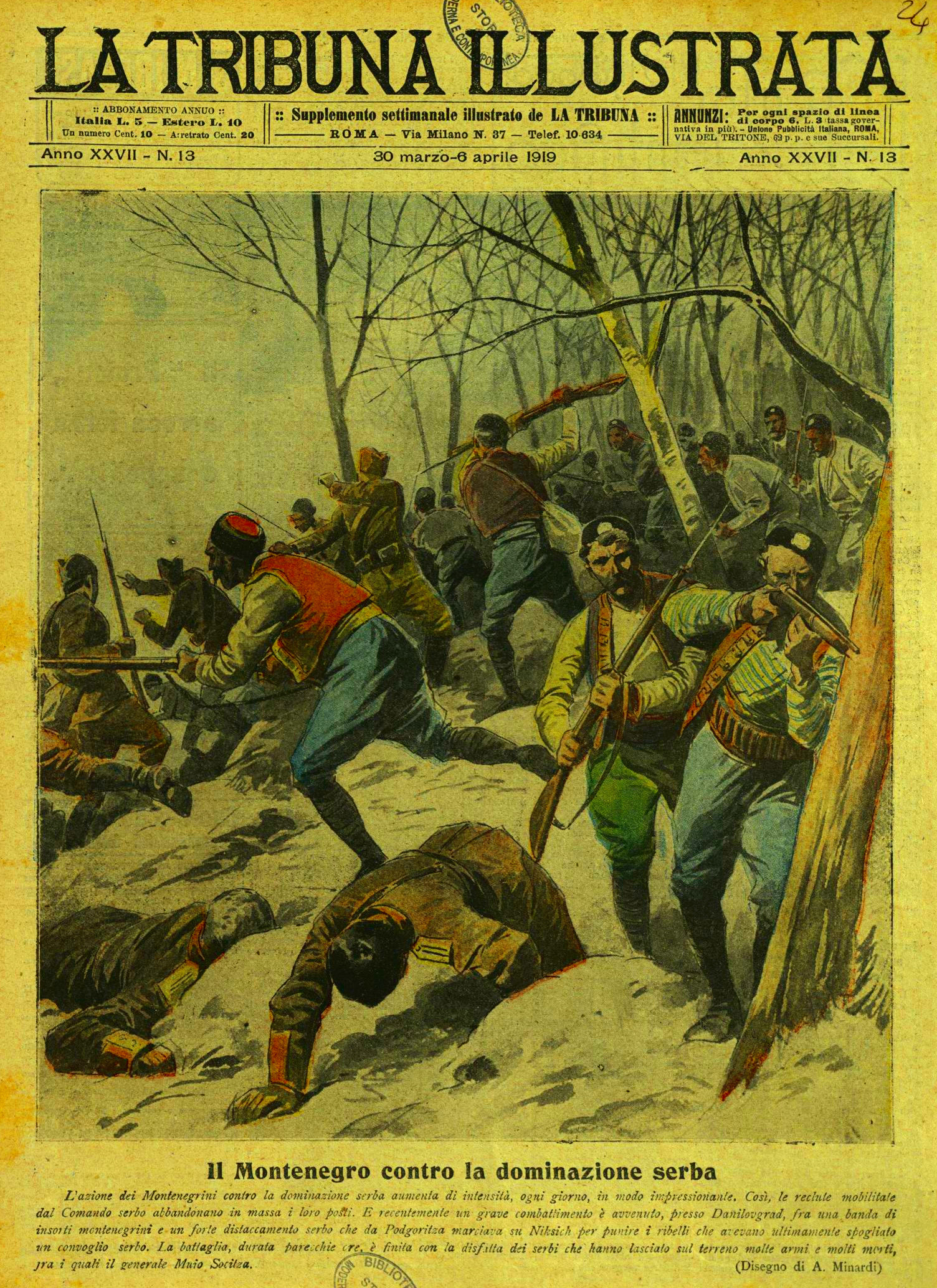
Coperta săptămânalului italian La Tribuna Illustrata din 1919, intitulat „Lupte lângă Podgorița între rebeli muntenegreni și armata sârbă”

Muntenegru a fost printre țările Antantei în timpul Primului Război Mondial (1914-18). Din 1916 până în octombrie 1918, Muntenegru a fost ocupat de Austro-Ungaria. În timpul ocupației, regele Nicolae a fugit din țară și la Bordeaux a funcționat un guvern în exil. Când Antanta a eliberat Muntenegrul, la a fost convocată Adunarea de la Podgorica⁠(d) care a hotărât unirea cu Regatul Serbiei în noiembrie 1918. În Răscoala de Crăciun⁠(d), o parte din populația Muntenegrului, denumită „Verzii⁠(d)” s-au răzvrătit împotriva hotărârii și au luptat împotriva forțelor pro-unificatoare, Albii, dar au fost învinși. Verzii au continuat un nivel scăzut de insurgență până în 1926.

### Regatul Iugoslaviei
În 1922, Muntenegru a devenit Regiunea Cetinje a Regatului Sârbilor, Croaților și Slovenilor, adăugându-i-se zonele de coastă din apropiere de Budva și Golful Kotor⁠(d). În urma unei restructurări în 1929, a devenit o parte a unei mai mari Banovine Zeta⁠(d) a Regatului Iugoslaviei, care ajungea până la râul Neretva.
Nepotul lui Nicolae, regele sârb Alexandru I, domina guvernul iugoslav. Banovina Zeta a fost una dintre cele nouă banovine care formau Regatul; acesta consta din Muntenegrul de astăzi, și din părți din Serbia, Croația și Bosnia.

### Al Doilea Război Mondial

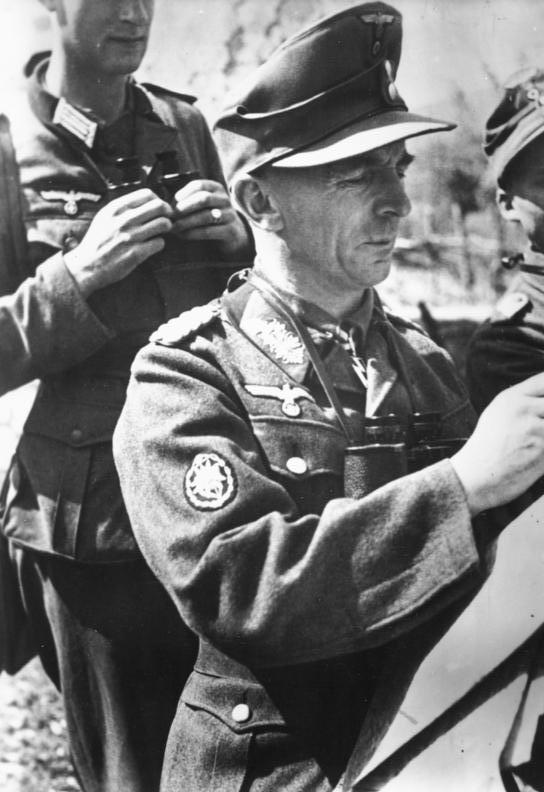
Vânători de munte germani în Muntenegru, în iunie 1943.

În aprilie 1941, Germania Nazistă, Regatul Italiei și alte țări ale Axei au atacat și au ocupat Regatul Iugoslaviei. Forțele italiene au ocupat Muntenegrul și au înființat aici un Regat al Muntenegrului, ca stat-marionetă.

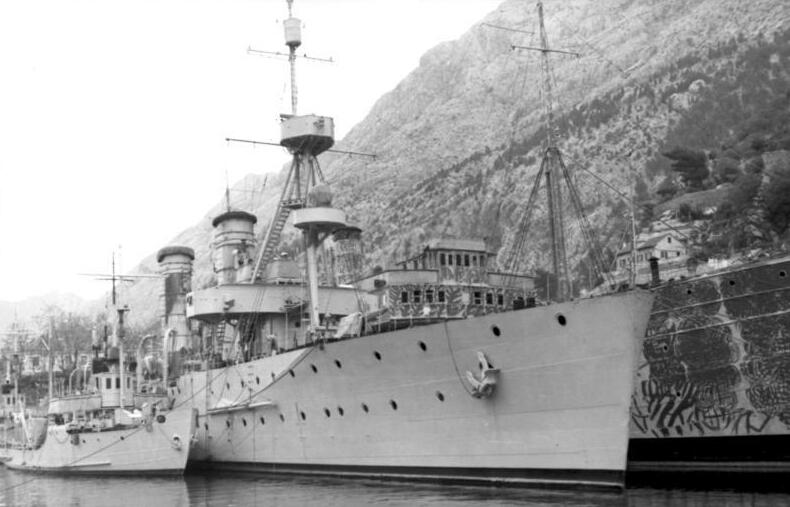
Vase capturate ale nave în, 1941

În luna mai, ramura muntenegreană a Partidului Comunist din Iugoslavia a început pregătirile pentru o revoltă planificată pentru mijlocul lunii iulie. Partidul Comunist și Liga Tineretului au organizat 6.000 de membrii ai lor în detașamente pregătite pentru războiul de gherilă. Cea de-a doua revoltă din Europa ocupată de naziști a avut loc la 13 iulie 1941 în Muntenegru,
În mod neașteptat, răscoala a avut succes, și până la 20 iulie 32.000 de bărbați și femei s-au alăturat luptei. Cu excepția coastei și orașelor mari (Podgorița, Cetinje, Pljevlja și Nikšić), care au fost asediate, Muntenegrul fusese în cea mai mare parte eliberat. Într-o lună de lupte, armata italiană a pierdut 5.000 de soldați - morți, răniți și prizonieri. Revolta a durat până la mijlocul lunii august, când a fost suprimată de o contra-ofensivă a 67.000 de trupe italiene aduse din Albania. Confruntându-se cu noile și copleșitoarele forțe italiene, mulți dintre luptători au depus armele și s-au întors la casele lor. Cu toate acestea, lupte intense de gherilă au continuat până în decembrie. Luptătorii care au rămas sub arme s-au divizat în două grupuri. Cei mai mulți dintre ei au continuat să se alăture partizanilor iugoslavi, grupare formată din comuniști și din cei înclinați spre rezistența activă. Cei loiali dinastiei Karađorđević și anticomuniști, au devenit cetnici, și au recurs la colaborarea cu italienii împotriva partizanilor; între aceștia s-au numărat Arso Jovanović⁠(d), Sava Kovačević⁠(d), Svetozar Vukmanović⁠(d), Milovan Đilas, Peko Dapčević⁠(d), Vlado Dapčević⁠(d), Veljko Vlahović⁠(d), și Blažo Jovanović⁠(d).
Războiul a izbucnit între partizani și cetnici în prima jumătate a anului 1942. Presat de italieni și de cetnici, nucleul partizanilor din Muntenegru a plecat în Serbia și în Bosnia, unde s-a alăturat altor partizani. Luptele între partizani și cetnici au continuat tot războiul. Cetnicii, cu ajutor italian, au controlat cea mai mare parte a țării între jumătatea anului 1942 și aprilie 1943. Cetnicii muntenegreni au primit statutul de „miliție anticomunistă” și au primit arme, muniții, rații alimentare și bani din Italia. Cei mai mulți dintre ei au fost mutați la Mostar unde au luptat în bătălia de pe Neretva împotriva partizanilor dar au suferit o grea înfrângere.
În timpul operațiunii germane Schwartz împotriva partizanilor în mai și iunie 1943, germanii au dezarmat fără luptă un număr mare de cetnici deoarece se temeau că s-ar întoarce împotriva lor în cazul unei invazii Aliate a Balcanilor. După capitularea Italiei, în septembrie 1943, partizanii au reușit să preia mare parte din Muntenegru pentru o scurtă perioadă de timp, dar Muntenegru a fost repede reocupat de forțele germane și luptele grele au continuat de la sfârșitul anului 1943 și în tot anul 1944. Muntenegru a fost eliberat de partizani în decembrie 1944.

### Muntenegru în Iugoslavia Socialistă

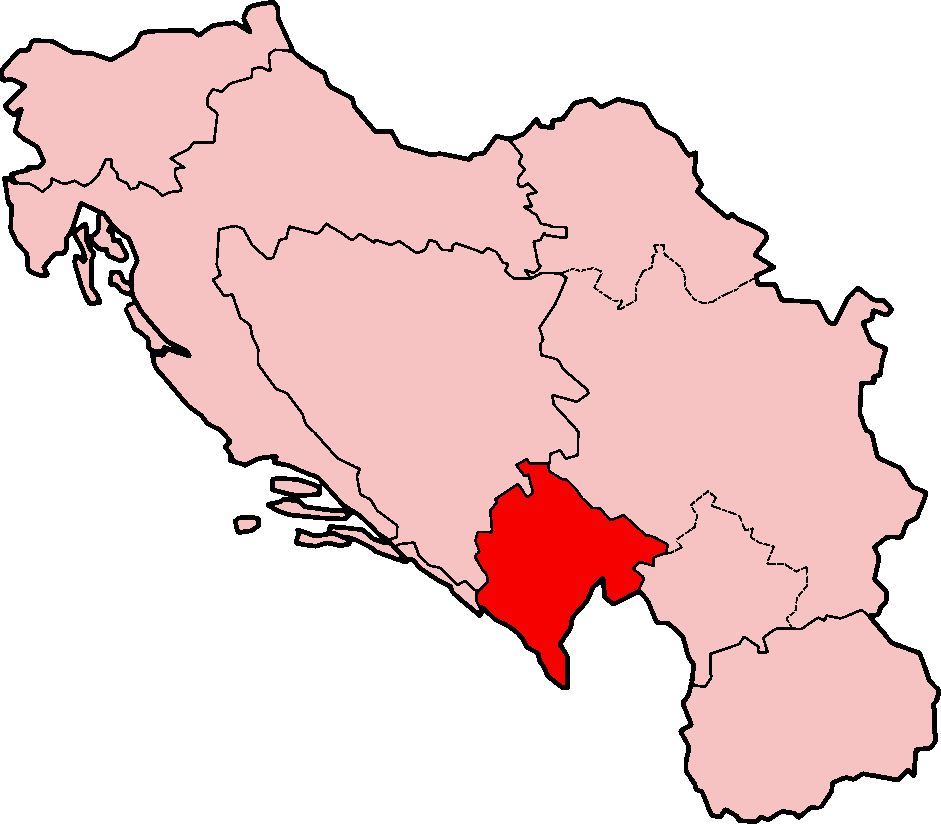
Locul Muntenegrului în Republica Socialistă Federativă Iugoslavia

Muntenegru, la fel ca restul Iugoslaviei, a fost eliberat de către partizani în 1944.
Muntenegru a devenit una dintre cele șase republici constituente ale Republicii Socialiste Federative Iugoslavia (RSFI). Capitala a devenit Podgorița, redenumit Titograd în onoarea președintelui Iosip Broz Tito. După război, infrastructura Iugoslaviei a fost reconstruită, industrializarea a început și a fost înființată Universitatea Muntenegrului. Autonomia a fost lărgită după adoptarea noii constituții a Republicii Socialiste Muntenegru în 1974.

### Dizolvarea Iugoslaviei Socialiste și formarea RF Iugoslavia

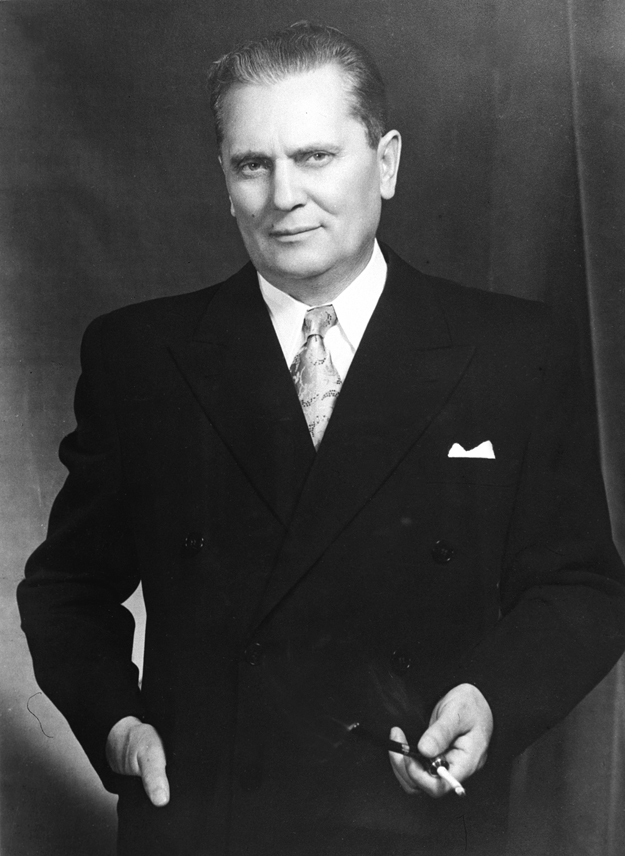
Josip Broz Tito a fost președinte al Iugoslaviei din 1953 până la moartea sa în 1980.

După destrămarea RSF Iugoslavia în 1992, Muntenegru a rămas parte a unei mai mici Republici Federale Iugoslavia, împreună cu Serbia.
În referendumul privind rămânerea în cadrul Iugoslaviei din 1992⁠(d), prezența la vot a fost de 66%, 96% din voturile exprimate fiind în favoarea unei federații cu Serbia. Referendumul a fost boicotat de către minoritățile musulmană, albaneză și catolică precum și de muntenegrenii proindependență. Adversarii au susținut că referendumul a fost organizat în condiții nedemocratice, propaganda din mass media controlată de stat fiind favorabilă votului pentru rămânerea în cadrul federației. Nu există niciun raport imparțial privind corectitudinea referendumului, întrucât el a fost nemonitorizat, spre deosebire de cel din 2006 când au fost prezenți observatori din partea Uniunii Europene.
În timpul Războiului Bosniac și a celui Croat din 1991-1995, poliția și forțele militare ale Muntenegrului s-au alăturat trupelor sârbe în atacurile de la Dubrovnik, Croația. Aceste operațiuni, care vizau lărgirea teritoriului, au fost caracterizate prin încălcări pe scară largă ale drepturilor omului.
Generalul muntenegrean Pavle Strugar a fost condamnat pentru rolul său în bombardarea Dubrovnikului.
Refugiații bosniaci au fost arestați de poliția din Muntenegru și transportați în taberele sârbești din Foča, unde au fost supuși torturilor sistematice și executați.
În 1996, guvernul lui Milo Đukanović⁠(d) a tăiat legăturile dintre Muntenegru și partenerul său, Serbia condusă de Slobodan Milošević. Muntenegru și-a format propria politică economică și a adoptat marca germană drept monedă și, ulterior, moneda Euro, deși nu face parte din zona Euro. Guvernele ulterioare au urmărit politici pro-independență, și tensiunile politice cu Serbia au mocnit, în ciuda schimbărilor politice de la Belgrad. Obiectivele Muntenegrului au fost bombardate de către forțele NATO în timpul Operațiunii Forțelor Aliate din 1999, deși amploarea acestor atacuri a fost foarte limitată în timp și zona afectată a fost restrânsă.

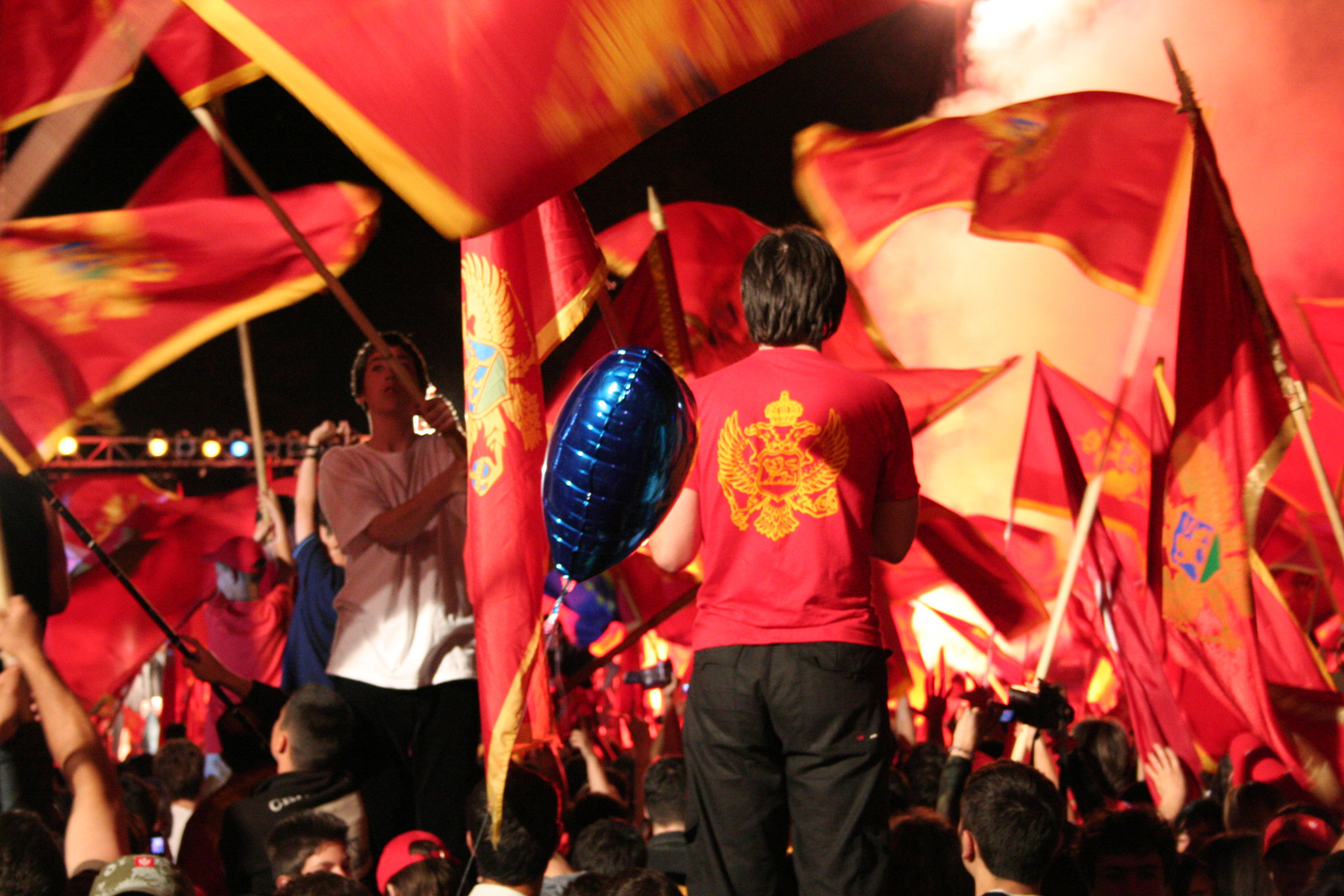
sărbătoare în capitala regală istorică, Cetinje

În 2002, Serbia și Muntenegru au ajuns la un nou acord pentru continuarea cooperării și au intrat în negocieri cu privire la viitorul statut al Republicii Federale Iugoslavia. Acest lucru a dus la Acordul de la Belgrad, care a dus la transformarea țării într-un stat mai descentralizat, numit Serbia și Muntenegru în 2003. Acordul de la Belgrad conținea și o prevedere ce amâna un viitor referendum privind independența Muntenegrului pentru cel puțin trei ani.
Statutul uniunii între Serbia și Muntenegru a fost decis printr-un referendum asupra independenței Muntenegrului⁠(d) ținut la 21 mai 2006. Au fost exprimate în total 419.240 de voturi, reprezentând 86,5% din totalul electoratului. 230.661 de voturi (55,5%) au fost pentru independență și 185.002 de voturi (44,5%) au fost împotrivă. Această limită a depășit pragul de 55% necesar pentru validarea referendumului, în conformitate cu normele stabilite de Uniunea Europeană. Potrivit comisiei electorale, pragul de 55% a fost trecut cu doar 2.300 de voturi. Serbia, statele membre ale Uniunii Europene și membrii permanenți ai Consiliului de Securitate al ONU⁠(d) au recunoscut⁠(d) toate independența Muntenegrului.

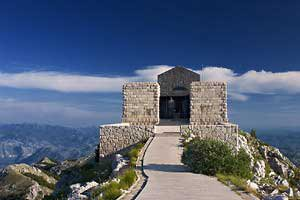
Mausoleul lui Petar II Petrović-Njegos, în

Referendumul din 2006 a fost monitorizat de cinci misiuni internaționale de observatori, conduși de o echipă a Organizației pentru Securitate și Cooperare în Europa (OSCE)/BIDDO, și în jur de 3.000 de observatori în total (inclusiv observatori interni din CDT⁠(d) (AP OSCE), Adunarea Parlamentară a Consiliului Europei (APCE), Congresul Autorităților Locale și Regionale al Consiliului Europei (CPLRE), și Parlamentul European (PE) care au format o Misiune Internațională de Observare a Referendumului (IROM). IROM—în raportul său preliminar—„a evaluat conformitatea procesului referendumului cu angajamentele OSCE, ale Consiliului Europei, cu alte standarde internaționale pentru procesele electorale democratice și cu legislația internă." În plus, raportul a declarat că mediul competitiv pre-referendum a fost marcat de campanii active și, în general, pașnice și că „nu au existat rapoarte cu privire la privarea de drepturi civile și politice.”
Pe 3 iunie 2006, Parlamentul Muntenegrului a declarat independența Muntenegrului, confirmând oficial rezultatul referendumului. Serbia nu a făcut obiecții la această declarație.
La 12 iulie 2011, Parlamentul din Muntenegru a adoptat Legea cu privire la Statutul Urmașilor Dinastiei Petrović Njegos⁠(d) prin care a reabilitat Casa Regală a Muntenegrului⁠(d) și a oferit o recunoaștere limitată a rolului simbolic al acesteia, în cadrul constituțional al republicii.

## Geografia și mediul înconjurător
La nivel internațional, Muntenegru se învecinează cu Croația, Bosnia și Herțegovina, Serbia, Kosovo și Albania. Acesta se află între paralelele 41°⁠(d) și 44° N⁠(d) și între meridianele 18°⁠(d) și 21° E⁠(d).
Relieful Muntenegrului variază de la vârfuri înalte de-a lungul frontierelor cu Serbia, Kosovo și Albania, un segment al podișului Karst în vestul Peninsulei Balcanice, până la îngusta câmpie litorală, cu lățimea de doar 6 km. Câmpia se oprește brusc în partea de nord, unde versanții Muntelui Lovćen⁠(d) și al Muntelui Orjen⁠(d) cad direct în Golful Kotor⁠(d).
Regiunea Karst din Muntenegru se află, în general, la altitudini de 1000 de metri deasupra nivelului mării; unele părți se ridică însă până spre 2000 m, cum ar fi Muntele Orjen⁠(d) (1894 m), cel mai înalt dintre masivele de calcar din zonele de coastă. Valea râului Zeta⁠(d), la o altitudine de 500 m, este cel mai mic segment.
Printre munții din Muntenegru se numără unii dintre cei mai accidentați din Europa, cu o medie de peste 2.000 de metri altitudine. Unul dintre cele mai importante vârfuri este Bobotov Kuk⁠(d) din Munții Durmitor, care ajunge la o înălțime de 2522 m. Datorită climei hiperumede de pe versanții de vest, munții muntenegreni sunt printre cei mai erodați de gheață din Peninsula Balcanică în timpul ultimei perioade glaciare.

Vedere din satelit a Muntenegrului

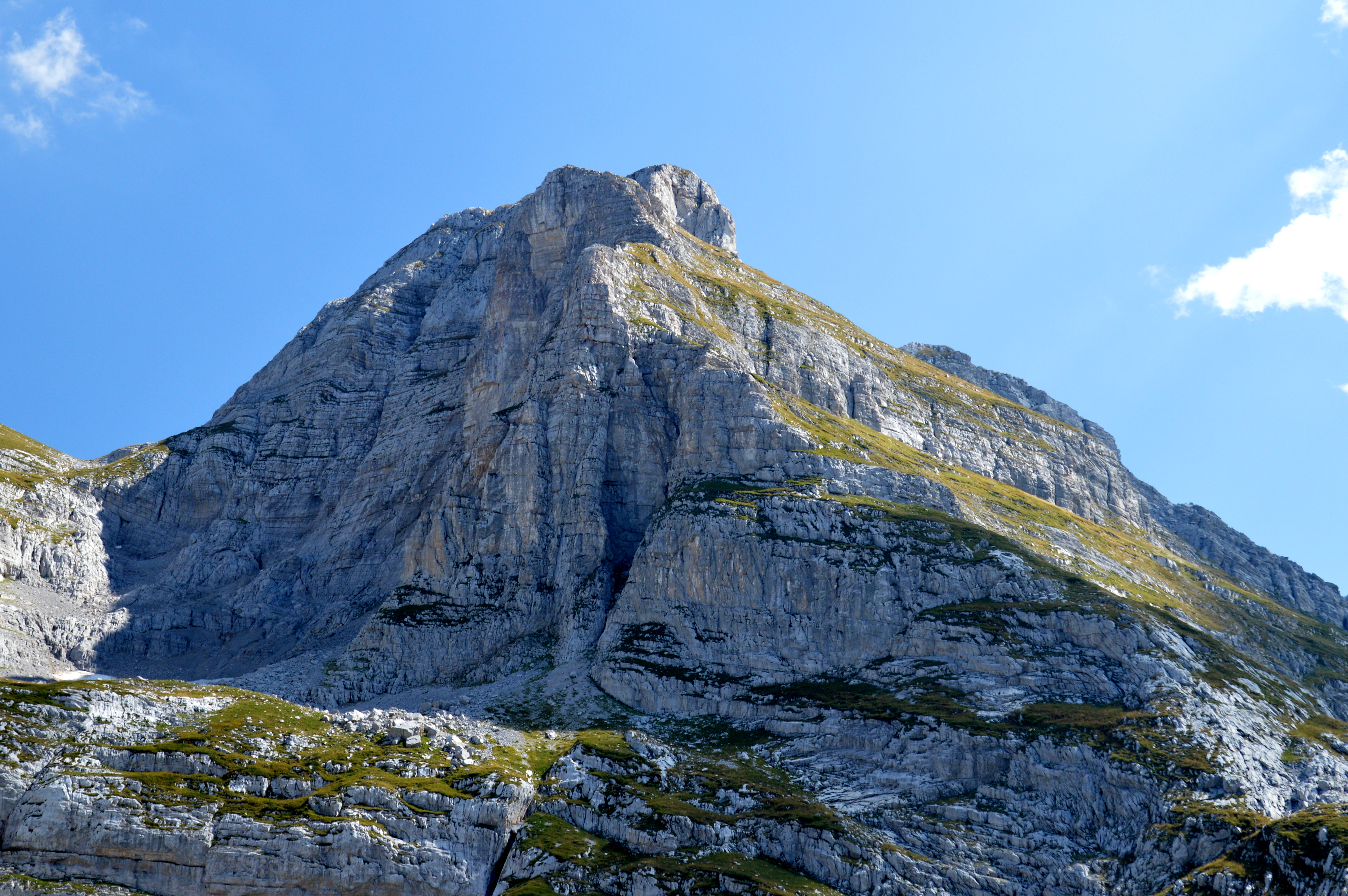
Zla Kolata, cel mai înalt munte
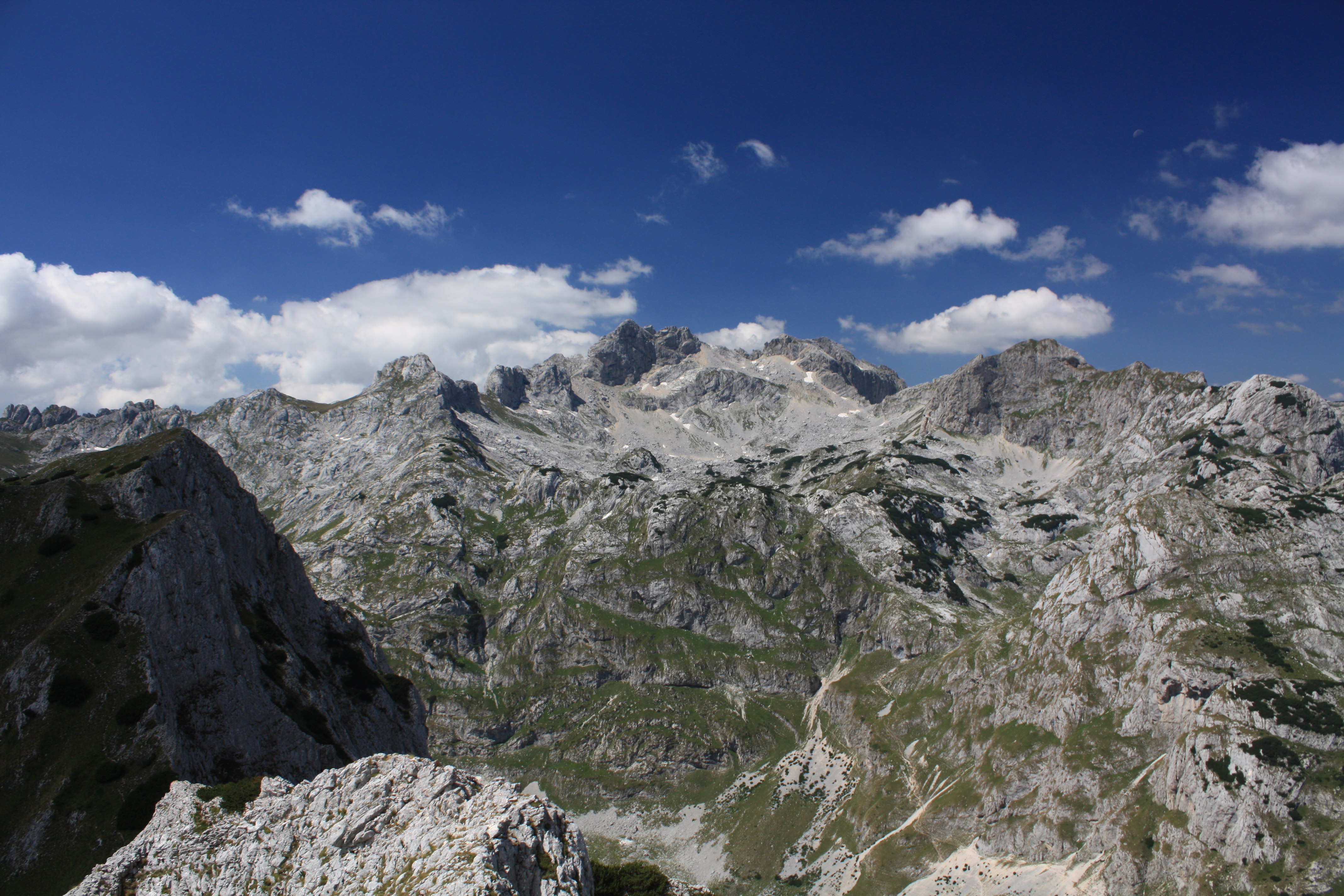
Muntele Bobotov Kuk din masivul Durmitor
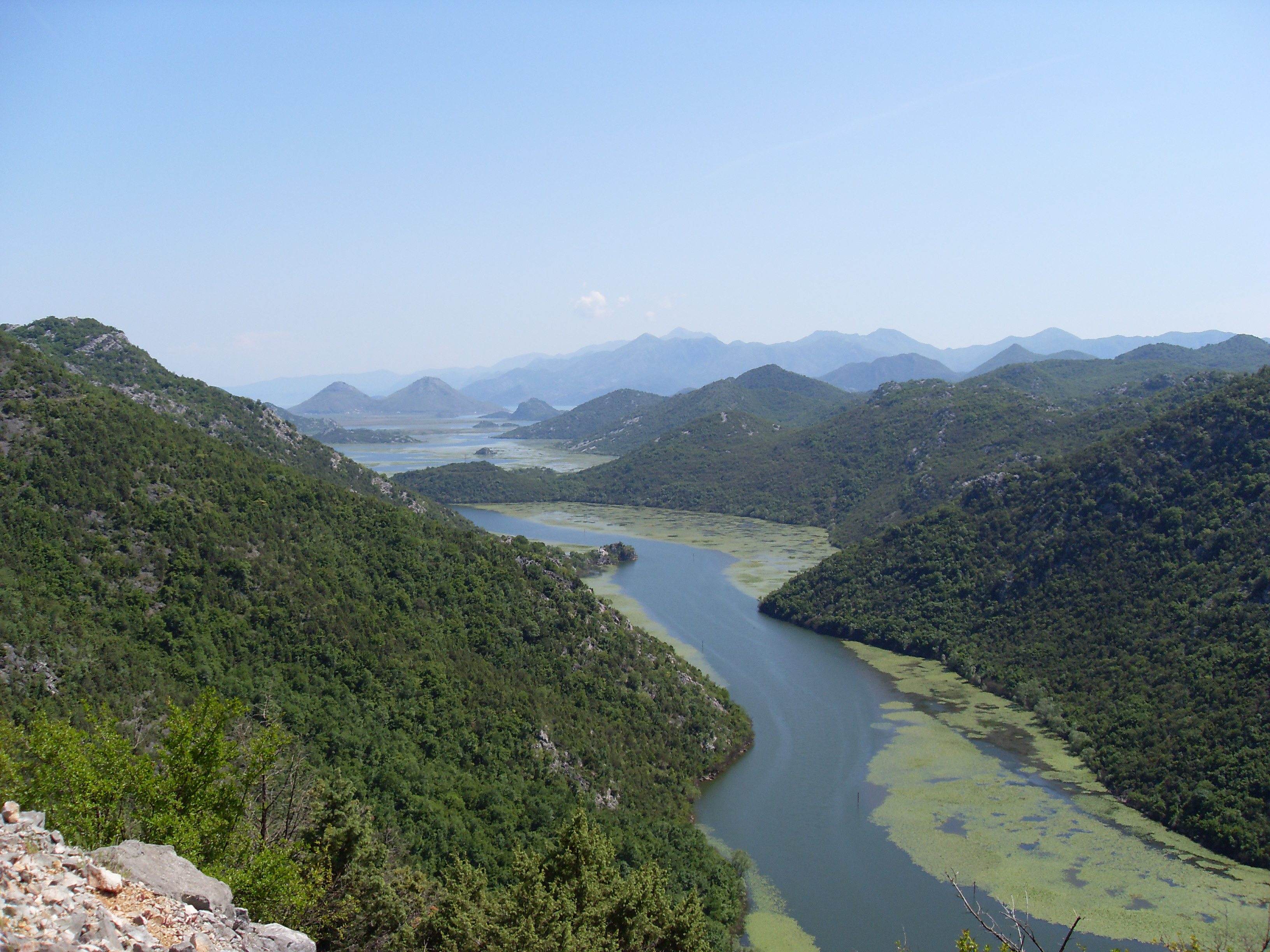
Partea de vest a Lacului Skadar aproape de Rijeka Crnojevića
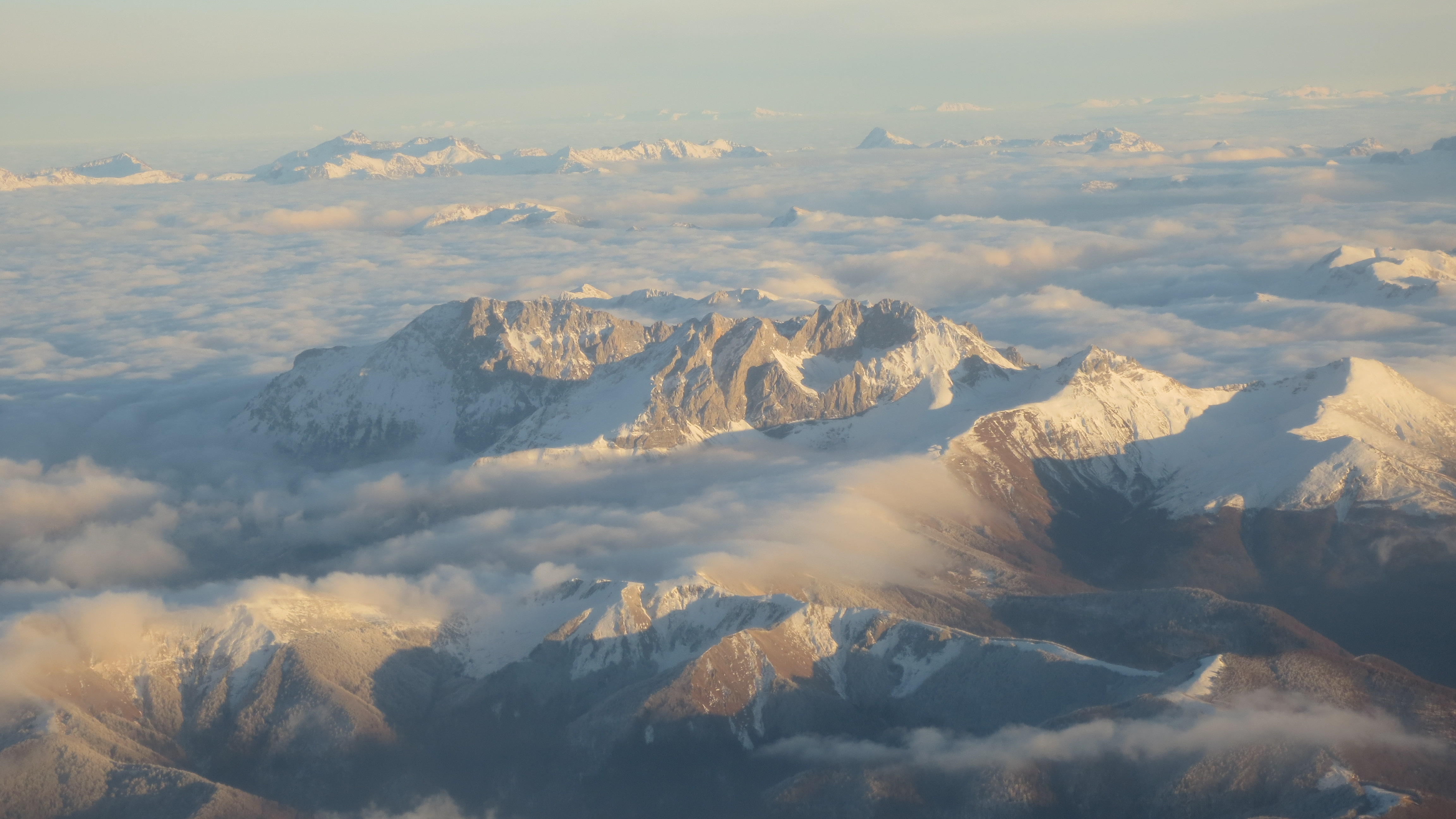
Muntele Komovi

- Cea mai lungă plajă: Velika Plaža⁠(d), Ulcinj — 13.000 m
- Cel mai înalt vârf: Zla Kolata, Prokletije la 2.534 m
- Cel mai mare lac: Lacul Skadar — 391 km² de suprafață
- Cel mai adânc defileu: defileul Tarei⁠(d) — 1.300 m
- Cea mai mare golf: Golful Kotor
- Parcuri naționale: Durmitor — 390 km², Lovćen⁠(d) — 64 km², Biogradska Gora⁠(d) — 54 km², Lacul Skadar — 400 km² și Prokletije.
- Patrimoniul Mondial UNESCO: Durmitor și defileul râului Tara⁠(d), orașul vechi Kotor.

Muntenegru este membru al Comisiei Internaționale pentru Protecția Dunării⁠(d) (ICPDR), întrucât peste 2000 de kilometri pătrați din teritoriul țării se află în bazinul hidrografic al Dunării.

### Biodiversitatea

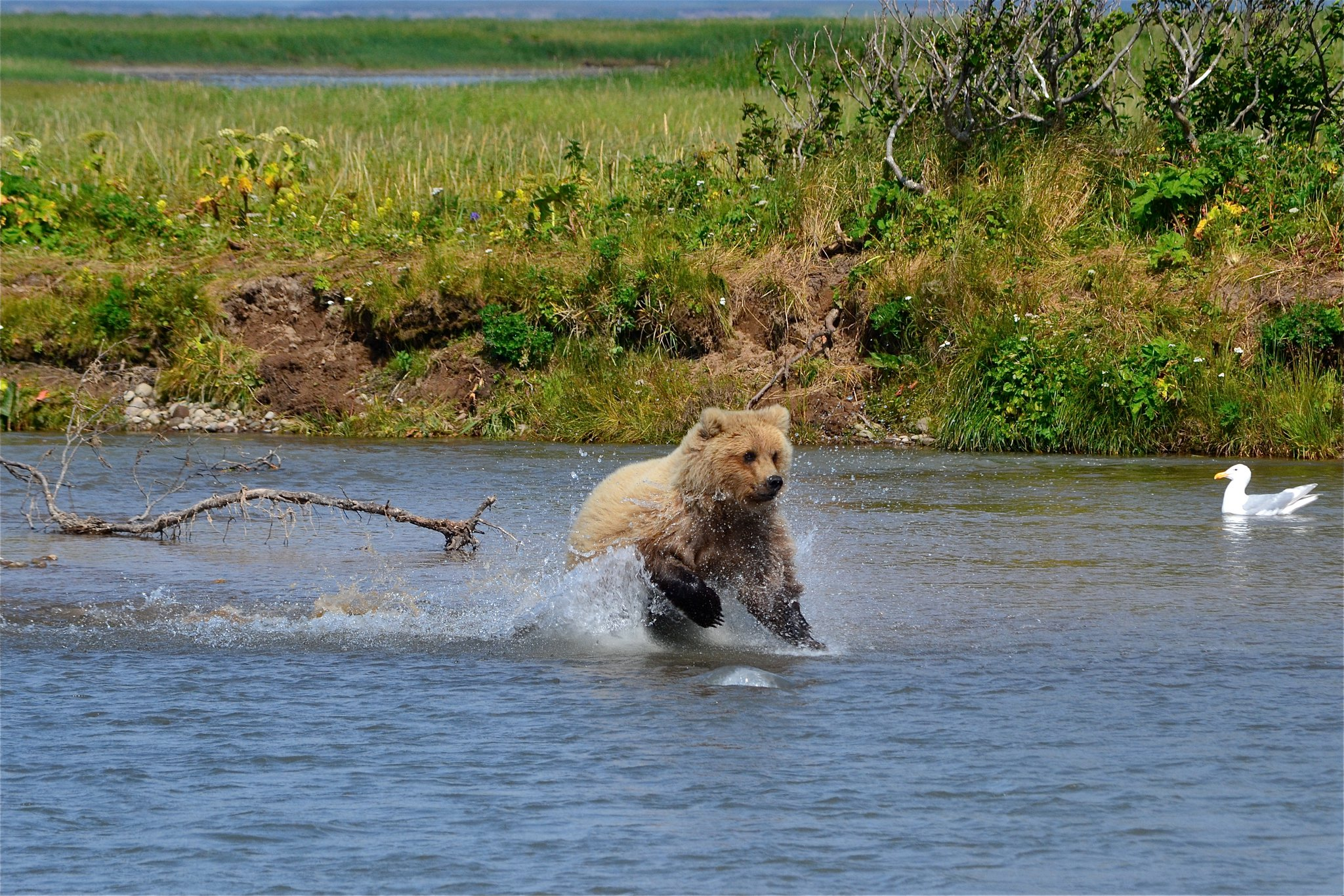
, o specie protejată în Muntenegru.

Diversitatea bazei geologice, a peisajului, climei și solului, și poziția Muntenegrului în Peninsula Balcanică și la Marea Adriatică, a creat condiții pentru o diversitate biologică mare, făcând ca Muntenegru să fie unul din „punctele fierbinți” ale biodiversității europene și mondiale. Indicele numărului de specii pe unitatea de suprafață înregistrat în Muntenegru este de 0.837, cel mai mare indice din orice țară europeană.
Biodiversitatea pe scurt

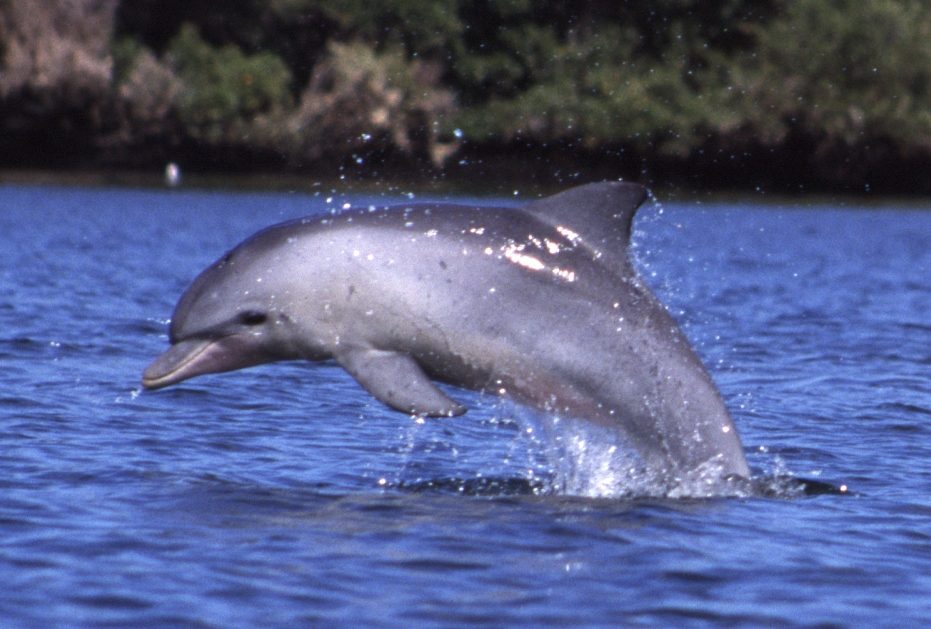
Delfinul, adesea văzut în.

- Algele de apă dulce din Muntenegru – până în prezent au fost descrise 1.200 de specii și soiuri.
- Flora vasculară din Muntenegru are 3.250 specii. Numărul de specii endemice este mare – sunt 392 de specii balcanice (regionale) endemice, echivalentul a peste 7% din flora Muntenegrului.
- Lacul Skadar este printre cele mai importante habitate de pește de apă dulce, cu 40 de specii, inclusiv specii care migrează din ecosistemele marine în cele de apă dulce, cum ar fi anghila (Anguilla Anguilla) și scrumbia (Alossa falax nilotica).
- În prezent, există 56 de specii (18 amfibieni și 38 reptile) și 69 de subspecii înregistrate în cadrul a 38 de genuri, iar lista este probabil incompletă. Regiunile muntoase din Lovćen și Prokletije sunt puncte fierbinți deosebite pentru amfibieni și reptile.
- Din 526 de specii de păsări din Europa, se presupune că 333 sunt prezente regulat în Muntenegru. Dintre acestea, 204 specii cuibăresc în țară.[23]

## Politica
Constituția Muntenegrului descrie statul ca un „stat civic⁠(d), democratic, ecologic al dreptății sociale, bazat pe domnia legii." Muntenegru este o republică independentă și suverană, care și-a proclamat noua constituție pe 22 octombrie 2007.
Președintele Muntenegrului⁠(d) (în muntenegreană Predsjednik Crne Gore) este șeful statului, ales pentru o perioadă de cinci ani, prin vot direct. Președintele reprezintă țara în străinătate, promulgă legi prin ordonanță, convoacă alegerile pentru Parlament⁠(d), propune Parlamentului candidați pentru posturile de prim-ministru, președinte și judecători ai Curții Constituționale. Președintele poate propune Parlamentului și convocarea unui referendum, acordă amnistie pentru infracțiuni prevăzute de legislația națională, conferă decorații și efectuează alte îndatoriri constituționale. Este un membru al Consiliului Suprem de Apărare. Reședința oficială a Președintelui este în Cetinje.
Guvernul Muntenegrului⁠(d) (în muntenegreană Vlada Crne Gore) este ramura executivă a puterii de stat din Muntenegru. Guvernul este condus de prim-ministru⁠(d), și este format din viceprim-miniștri și miniștri.
Parlamentul Muntenegrului⁠(d) (în muntenegreană Skupština Crne Gore) este un organism unicameral legislativ. El adoptă legile, ratifică tratatele internaționale, aprobă prim-ministrul, miniștrii și judecătorii tuturor instanțelor, adoptă bugetul și îndeplinește alte atribuții, stabilite prin Constituție. Parlamentul poate acorda un vot de neîncredere Guvernului cu majoritate simplă. Un deputat este ales cu 6.000 de voturi. Parlamentul actual conține 81 de locuri, cu 39 de mandate deținute de către Coaliția pentru un Muntenegru European⁠(d) după alegerile legislative din 2012⁠(d).

### Relațiile externe al Muntenegrului

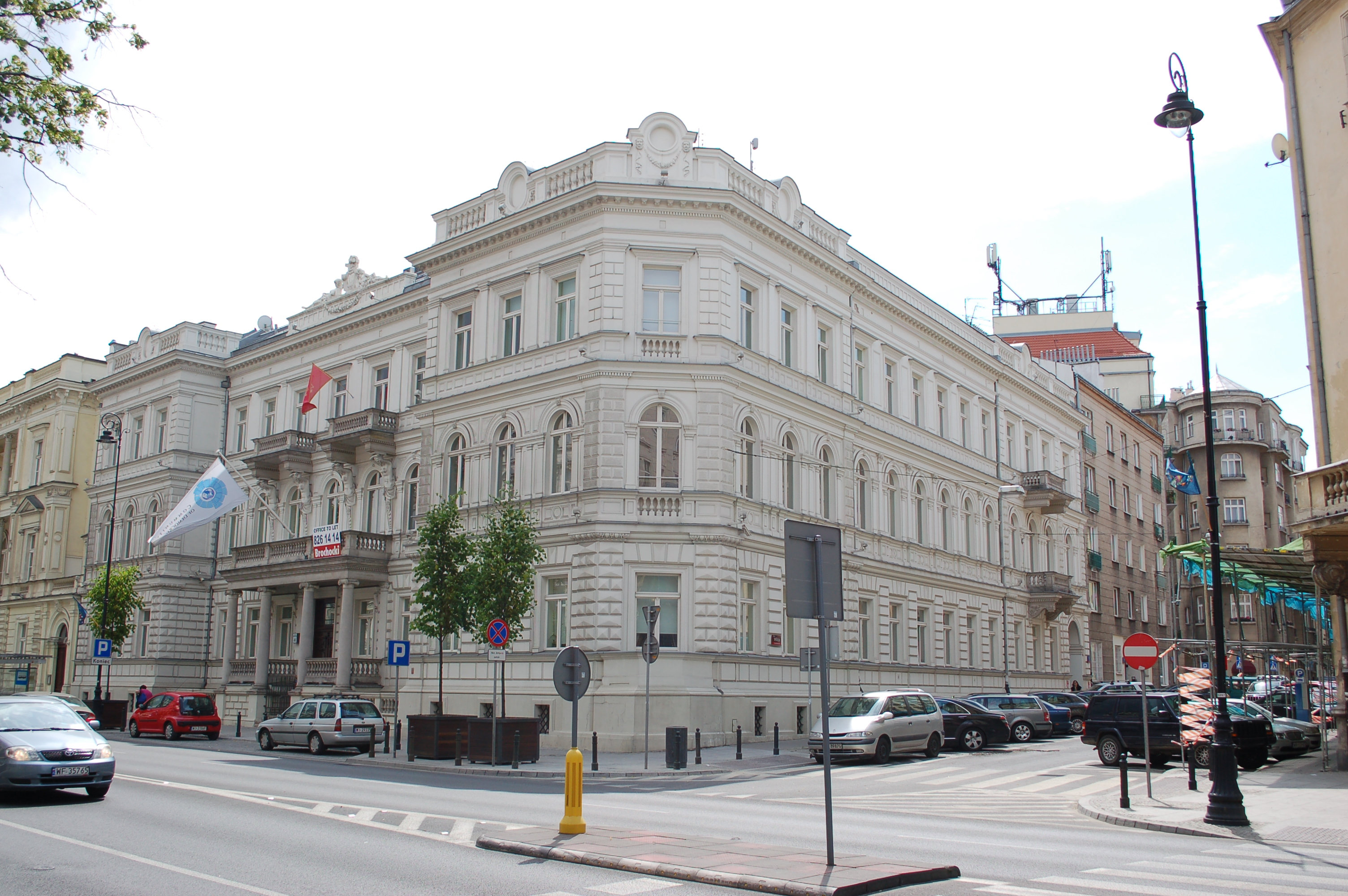
Ambasada Muntenegrului la Varșovia

După promulgarea Declarației de Independență în Parlamentul Muntenegrului la 3 iunie 2006, în urma referendumului ce a avut loc pe 21 mai, Guvernul Republicii Muntenegru și-a asumat competențele definirii și realizării politicii externe a Muntenegrului ca un subiect de drept internațional și stat suveran. Cu punerea în aplicare a acestei responsabilități constituționale a fost însărcinat Ministerul Afacerilor Externe, care a primit misiunea de a defini prioritățile de politică externă și de a întreprinde activitățile necesare pentru punerea lor în aplicare. Aceste activități sunt urmărite în strânsă cooperare cu alte autorități ale administrației de stat, președintele, președintele Parlamentului, și alte părți interesate relevante.
Integrarea în Uniunea Europeană este obiectiv strategic pentru Muntenegru. Acest proces va rămâne în centrul politicii externe muntenegrene pe termen scurt. Un alt obiectiv strategic la fel de important a fost îndeplinit în iunie 2017, când Muntenegru a aderat la NATO, aderare de la care speră să obțină o garanție pentru stabilitatea și securitatea sa. Muntenegru consideră că integrarea în NATO va accelera integrarea în UE.

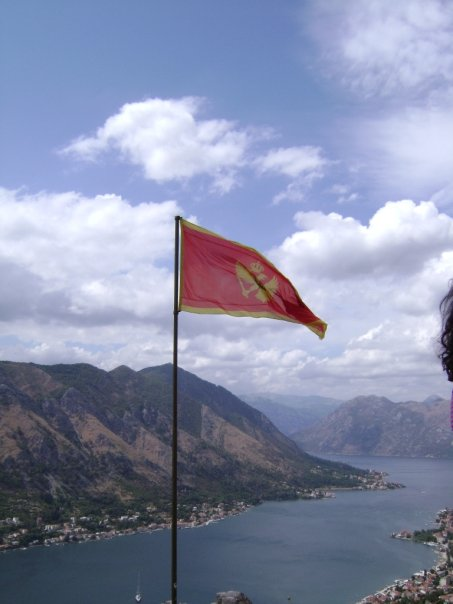
Drapelul național al Muntenegrului arborat deasupra.

Deși se învecinează doar cu Albania, Bosnia și Herțegovina, Italia, Serbia și Croația, Muntenegru consideră ca țări vecine, din motive istorice și regionale, și fostele republici iugoslave Macedonia și Slovenia, precum și pe vecinii fostei Iugoslavii: Austria, Ungaria, România, Bulgaria și Grecia.

### Simboluri naționale
Un drapel oficial al Muntenegrului, bazat pe stindardul regal al Regelui Nikola I, a fost adoptat la 12 iulie 2004 de către parlamentul muntenegrean. Acel pavilion regal era roșu cu un chenar argintiu, stemă argintie, și cu inițialele НІ, parțial în grafie chirilică (corespunzătoare NI în grafia latină), însemnând Regele Nikola I. Pe actualul drapel, chenarul și stema sunt aurii și monograma regală din centrul stemei a fost înlocuită cu un leu auriu.
Ziua națională, 13 iulie marchează data semnării actului final al Congresului de la Berlin din 1878, care a recunoscut independența Muntenegrului, dar și ca data de început a uneia dintre primele revolte populare din Europa împotriva Puterilor Axei, la 13 iulie 1941, în Muntenegru.
În 2004, parlamentul Muntenegrului a ales un cântec popular muntenegrean, Oh, luminoase zori de mai, ca imn național. Imnul oficial al Muntenegrului în timpul domniei regelui Nikola a fost Ubavoj nam Crnoj Gori⁠(d) („Frumosului nostru Muntenegru”).

### Armata
Armata Muntenegrului⁠(d) este o armată complet profesionistă aflată în subordinea Ministerului Apărării⁠(d) și este compusă din Forțele Terestre ale Muntenegrului⁠(d), Marina Muntenegreană⁠(d), și Forțele Aeriene Muntenegrene⁠(d), împreună cu forțele speciale⁠(d). Serviciul militar obligatoriu a fost desființat în 2006.
Armata menține în prezent o forță de 1920 de membri activi. Cea mai mare parte a echipamentelor sale și forțelor au fost moștenite din forțele armate ale Uniunii Statale Serbia și Muntenegru; întrucât Muntenegru cuprinde întreaga coastă a fostei uniuni, el a păstrat practic întreaga forță navală.
Muntenegru este și membru al Cartei Adriaticii⁠(d).
Muntenegru a fost invitat să adere la NATO, pe 2 decembrie 2015 și a devenit al 29-lea membru NATO în iunie 2017, în ciuda obiecțiilor Rusiei.

### Împărțirea administrativă

Comunele Muntenegrului

Muntenegru este împărțit în douăzeci și trei de comune (opština), și două localități urbane, subdiviziuni ale comunei Podgorica, enumerate mai jos. Fiecare comună poate conține mai multe sate și orașe. În trecut, teritoriul țării era împărțit în „nahije”.

## Economia

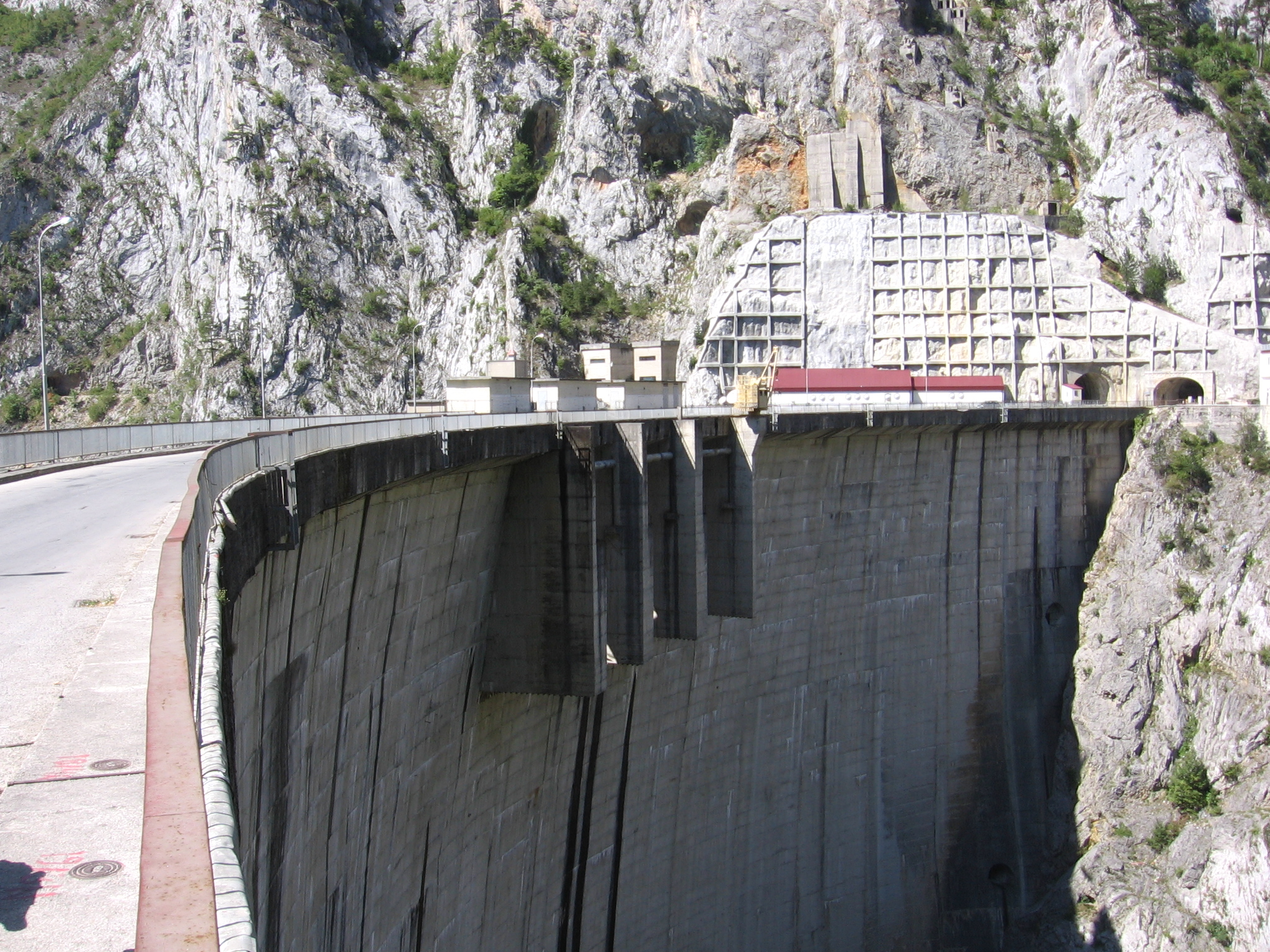
Barajul Mratinje din canionul Râului Piva de 220 m înălțime, unul dintre cele mai mari din Europa.

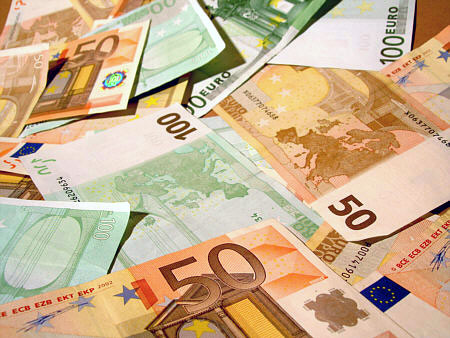
Muntenegru utilizează Euro ca monedă națională.

Economia țării este în mare parte bazată pe servicii și este spre sfârșitul tranziției către economia de piață. Potrivit Fondului Monetar Internațional, PIB-ul nominal din Muntenegru era de 4,114 miliarde de dolari în 2009. PIB-ul PPP pentru anul 2009 a fost de 6,590 miliarde de dolari, sau 10.527 dolari pe cap de locuitor. Conform datelor Eurostat, PIB-ul pe cap de locuitor în Muntenegru se ridica la 41% din media UE în anul 2010. Banca Centrală a Muntenegrului⁠(d) nu face parte din sistemul Euro, dar țara este „euroizată⁠(d)”, după ce a adoptat unilateral moneda euro.
PIB-ul a crescut cu 10,7% în 2007 și cu 7,5% în 2008. Țara a intrat în recesiune în 2008, ca parte a recesiunii globale, PIB-ul micșorându-se cu 4%. Cu toate acestea, Muntenegru a rămas o țintă pentru investiții străine⁠(d), fiind singura țară din Balcani care și-a sporit cantitatea de investiții străine directe. Țara a ieșit din recesiune la mijlocul anului 2010, a reintrat pentru scurt timp în 2012, dar din 2013 este din nou pe creștere economică. Dependența semnificativă a economiei din Muntenegru de investițiile străine directe o lasă însă sensibilă la șocurile externe și la un mare deficit comercial.

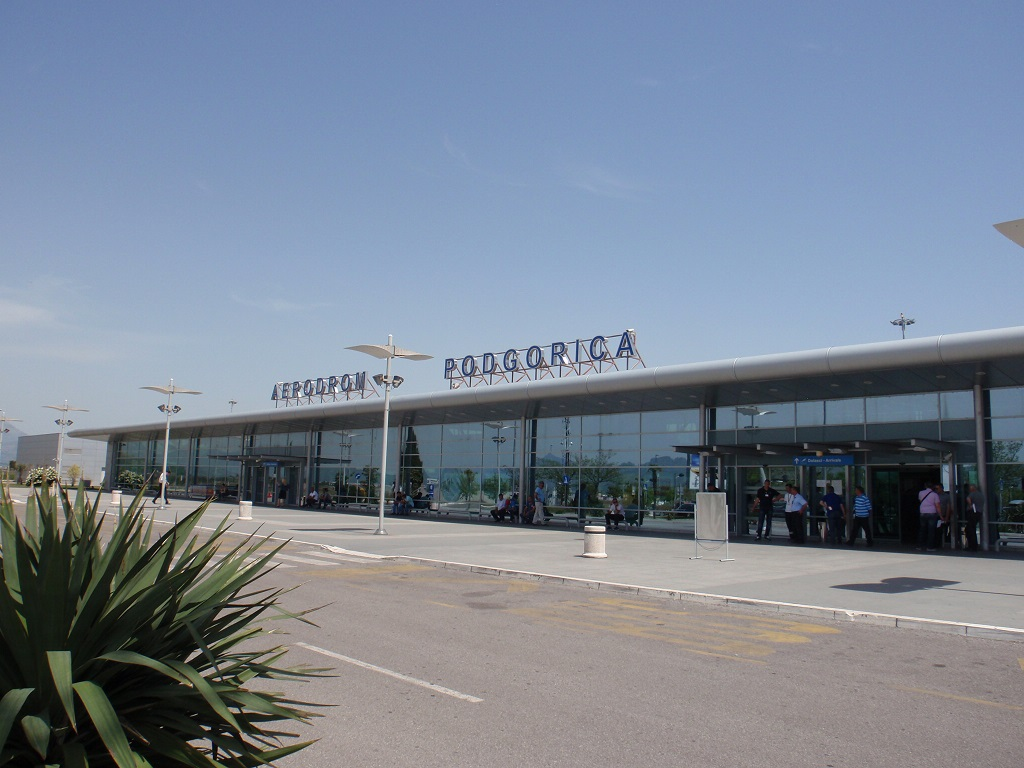
Aeroportul Podgorica.

În 2007, sectorul de servicii alcătuia 72,4% din PIB, industria și agricultura reprezentând restul de 17,6% și, respectiv, 10%. Există 50.000 de gospodării agricole în Muntenegru, care se bazează pe agricultură pentru a umple bugetul familiei.

### Infrastructura

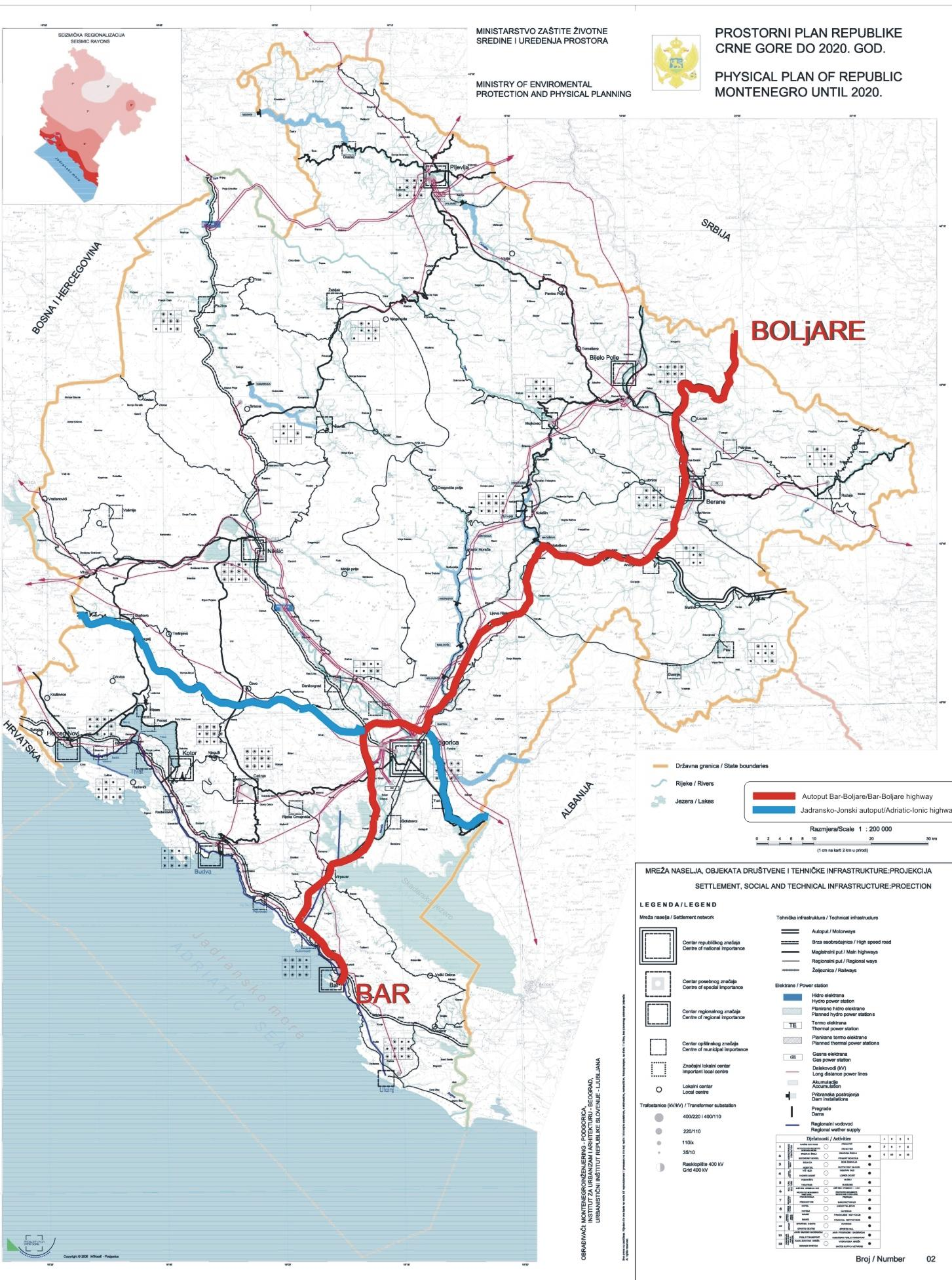
Harta drumurilor actuale și a două șosele planificate în Muntenegru, (roșu) și autostrada Adriatică-Ionică (albastru).

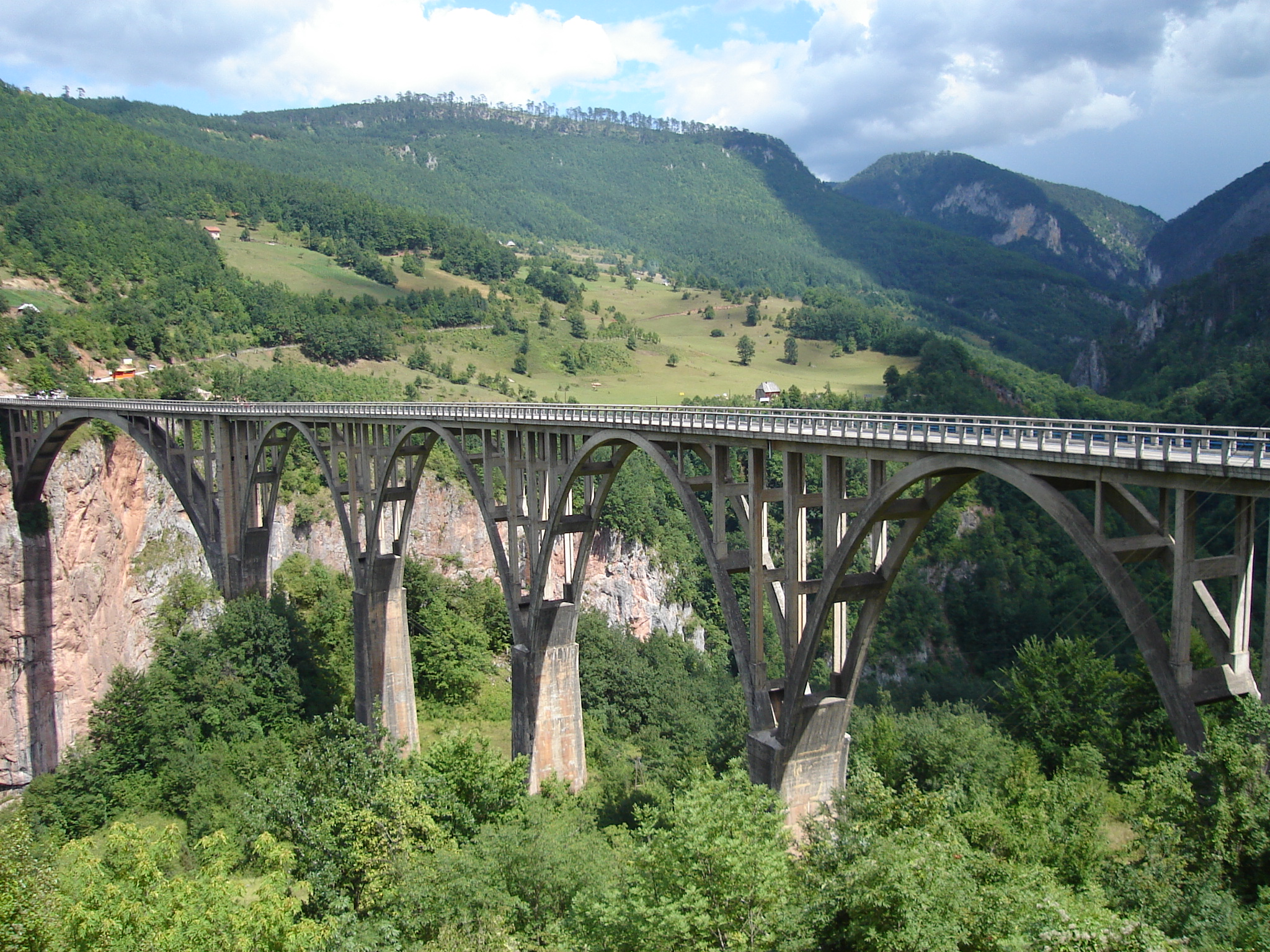
.

Infrastructura rutieră a Muntenegrului nu este încă la standardele vest-europene. În ciuda unei vaste rețele de drumuri, ele nu sunt construite la standarde de drumuri expres sau autostrăzi. Construirea de noi autostrăzi este considerată prioritate națională, deoarece acestea sunt importante pentru dezvoltare economică regională uniformă și dezvoltarea Muntenegru ca destinație turistică atractivă.
Drumurile europene care trec prin Muntenegru sunt E65 și E80.
Coloana vertebrală a rețelei feroviare a Muntenegrului este calea ferată Belgrad-Bar⁠(d). Această cale ferată se intersectează cu linia Nikšić–Tirana (Albania) la Podgorica; cu toate acestea, ea nu este utilizată pentru transportul de călători.

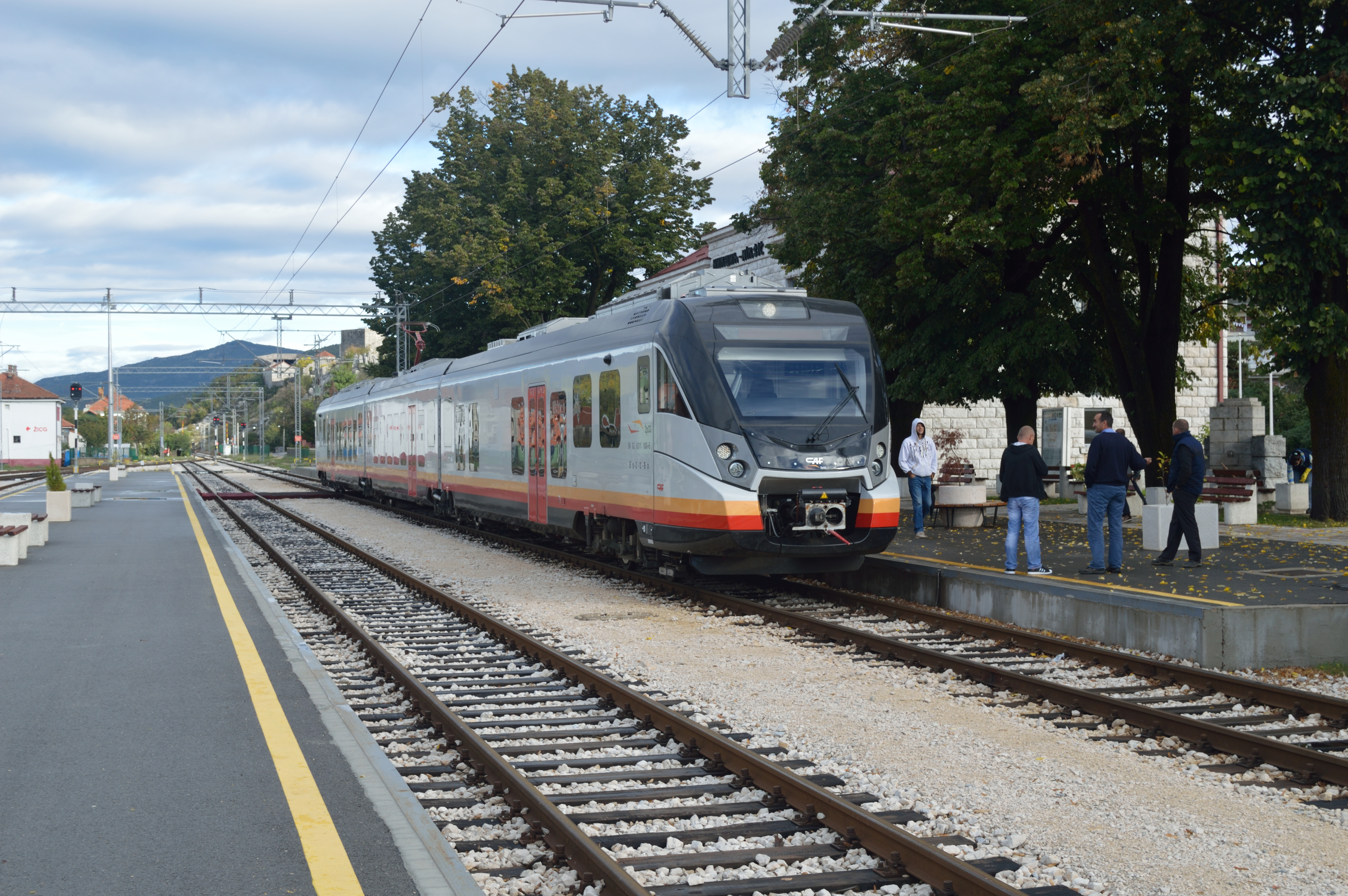
Tren UEM CAF al UEM CAF în gara

Muntenegru are două aeroporturi internaționale, Aeroportul Podgorica și Aeroportul Tivat. Cele două aeroporturi deservesc 1,1 milioane de pasageri în 2008. Montenegro Airlines⁠(d) este companie aeriană națională a Muntenegrului.
Portul Bar este principalul port maritim din Muntenegru. Inițial, construit în 1906, portul a fost aproape complet distrus în al Doilea Război Mondial, reconstrucția începând în 1950. Astăzi, acesta este echipat să manevreze peste 5 milioane de tone de marfă anual, deși destrămarea fostei Iugoslavii și dimensiunea sectorului industrial muntenegrean a redus operațiunile portuare, care au fost mult sub capacitate pentru mai mulți ani. Reconstrucția căii ferate Belgrad-Bar⁠(d) și proiectul autostrăzii Belgrad-Bar⁠(d) sunt de așteptat să aducă portul înapoi la capacitate. Această din urmă autostradă însă, lungă de 165 km, și dorită de Muntenegru pentru a facilita schimburile cu Serbia și a ameliora nivelul de siguranță al circulației pune mari probleme autorităților. Republica Populară Chineză a împrumutat, prin intermediul Băncii de Import-Export a Chinei, cu 950 milioane de dolari guvernul muntenegrean, care insista să dezvolte proiectul, ignorând 2 studii de fezabilitate din 2006 și 2012 ce nu recomandau construirea autostrăzii, din cauza traficului foarte scăzut pentru noua rută. Contractul de credit, foarte favorabil creditorului a făcut ca, începând din 2017, asupra țării să plutească riscul incapacității de plată, din cauza acelei autostrăzi ce a fost deja realizată parțial. Având nevoie de o altă sumă importantă de bani, Fondul Monetar Internațional a refuzat s-o ajute, deoarece Muntenegrul nu mai are posibilitatea de a-și achita datoriile publice, ajunse la 80% din PIB. Ca răspuns, guvernul muntenegrean a decis să aplice politici fiscale foarte dure (pentru a remedia situația nou-ivită, nevrând să renunțe deloc la acel proiect costisitor), fiind hotărât să încheie alte înțelegeri riscante în materie de turism și energie cu o Chină tot mai ambițioasă.

### Turismul

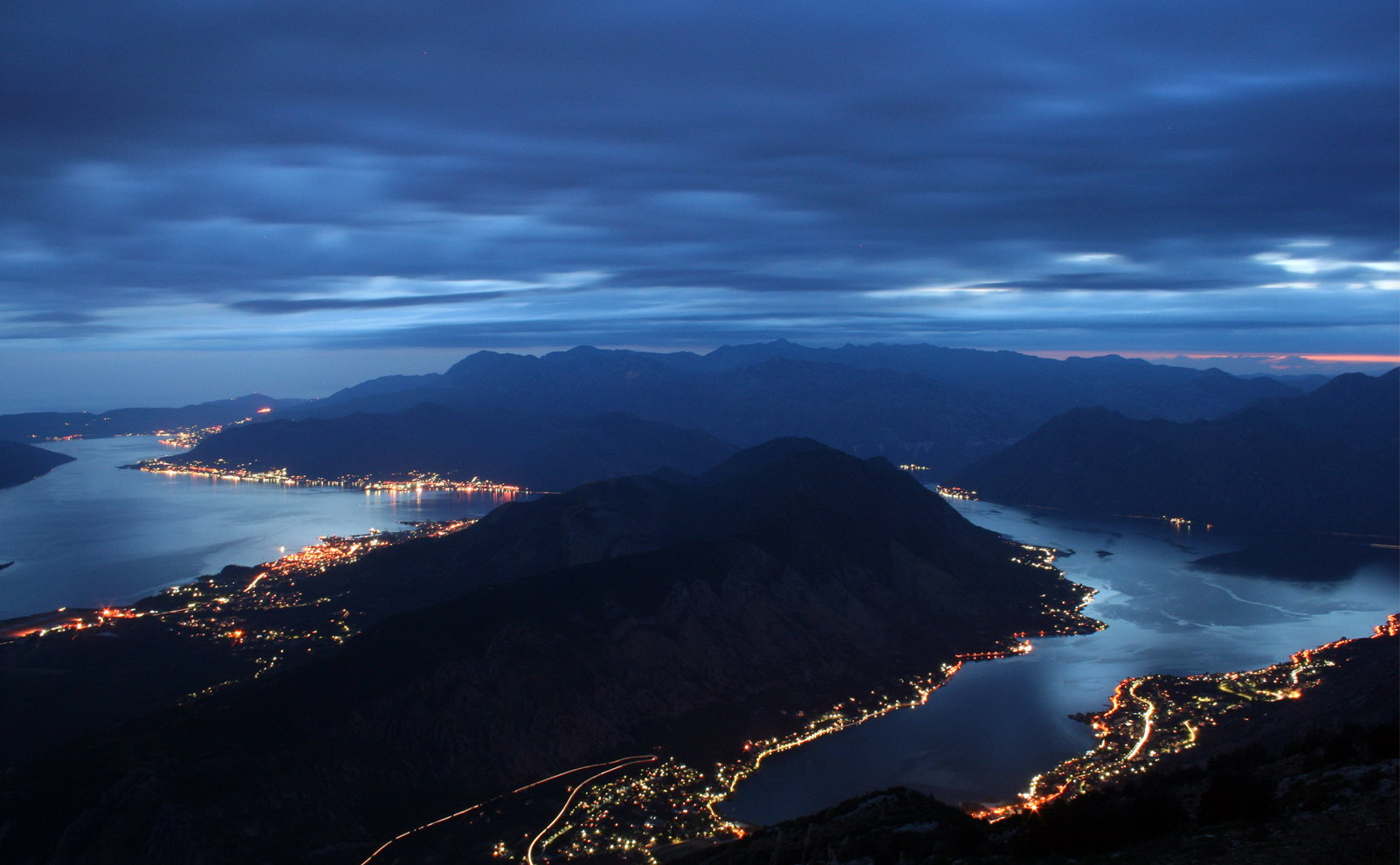
noaptea.

Muntenegru are atât o coastă pitorescă, cât și o regiune nordică muntoasă. Țara era o destinație turistică bine-cunoscută în anii 1980. Războaielor Iugoslave, duse în țările vecine în timpul anilor 1990 au paralizat însă industria turistică și au deteriorat imaginea Muntenegrului ani de zile.
Coasta muntenegreană a Adriaticii coasta este de 295 km lungime, cu 72 km de plaje, și cu multe orașe vechi bine conservate. National Geographic Traveler (editat o dată în zece ani) a listat Muntenegru printre cele „50 de locuri de vizitat într-o viață”, și o imagine din stațiunea Sveti Stefan de pe litoralul muntenegrean a apărut pe coperta revistei. Regiunea de coastă a Muntenegrului este considerată una dintre noile „descoperiri” în rândul turiștilor. În ianuarie 2010, New York Times a clasat regiunea de coastă Ulcinj Sud din Muntenegru, inclusiv Velika Plaža⁠(d), Ada Bojana⁠(d) și Hotel Mediteran⁠(d) din Ulcinj, printre „Cele mai bune 31 de locuri de vizitat în 2010”, într-un clasament nivel mondial al destinațiilor turistice.
Muntenegru a fost enumerate și în „Cele mai fierbinți 10 puncte ale anului 2009” de către Yahoo Travel, acesta descriindu-l ca având „actualmente a doua cea mai rapidă creștere a pieței de turism din lume (după China)”. Țara apare în fiecare an ca destinație turistică de top în ghiduri de turism de prestigiu, ca Lonely Planet, împreună cu Grecia, Spania și alte atracții turistice mondiale.
Abia în 2000 industria turismului a început să recupereze, iar țara a cunoscut un ritm înalt de creștere a numărului de vizite și înnoptări.
La Guvernul Muntenegrului⁠(d) și-a stabilit ca prioritate de top dezvoltarea Muntenegrului ca destinație turistică de elită. Este o strategie națională de a face din turism o contribuție majoră la economia muntenegreană. O serie de măsuri au fost luate pentru a atrage investitorii străini.
Unele mari proiecte sunt deja în curs de desfășurare, cum ar fi Porto Montenegro⁠(d), în timp ce în alte locații, cum ar fi Plaja Jaz⁠(d), Buljarica, Velika Plaža⁠(d) și Ada Bojana⁠(d), au probabil cel mai mare potențial de a atrage investiții viitoare și de a deveni puncte turistice premium la Marea Adriatică.

## Demografie

### Componența etnică

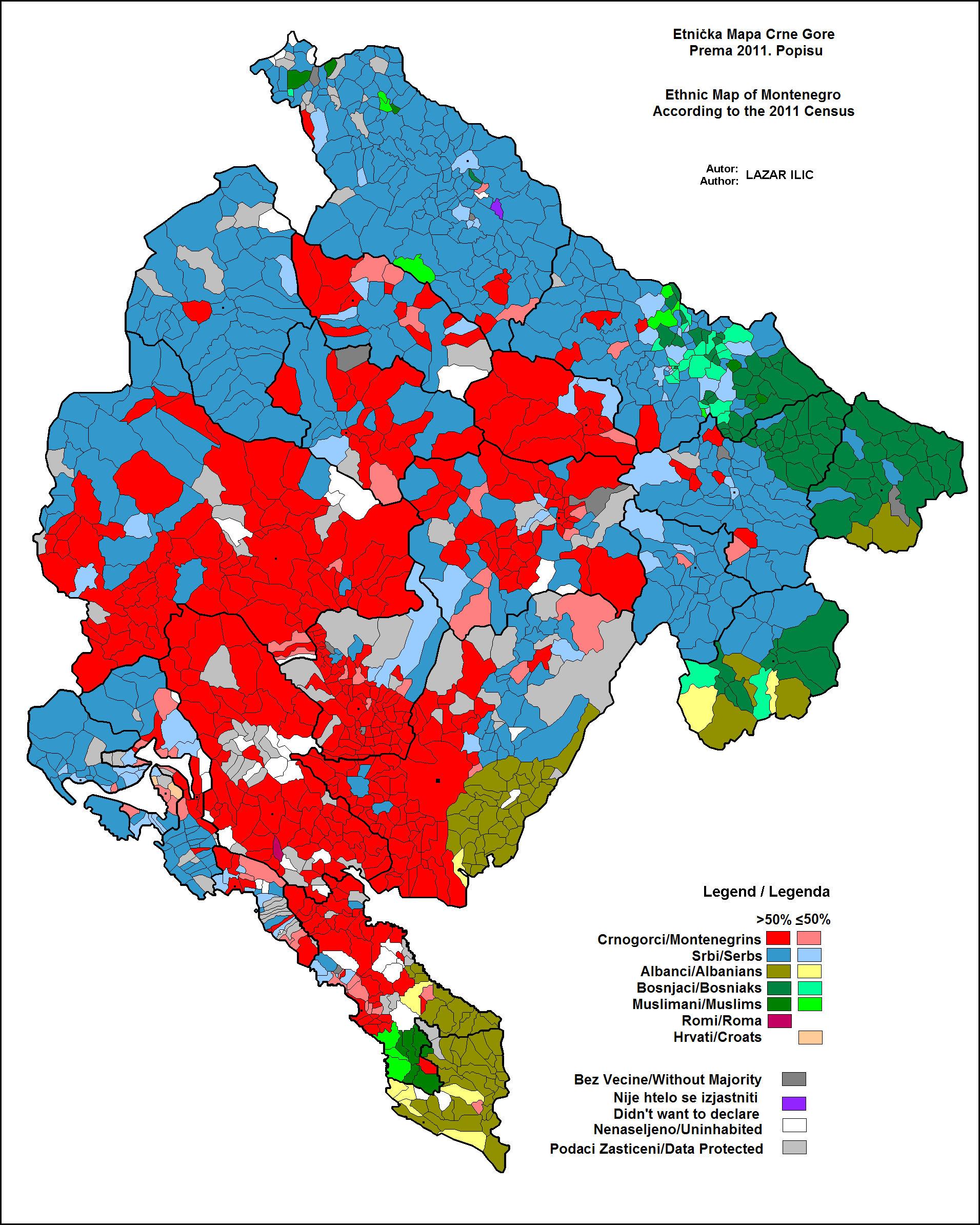
Grupul etnic predominant în fiecare comună din Muntenegru, 2011

Conform recensământului din 2003, Muntenegru are 620.145 de cetățeni. Dacă metodologia utilizată până în 1991 ar fi fost adoptată la recensământul din 2003, Muntenegru ar fi avut în mod oficial înregistrați 673.094 de cetățeni. Rezultatele recensământului din 2011 arată că Muntenegru are 620.029 de cetățeni.
Muntenegru este stat multietnic în care nici un grup etnic nu formează o majoritate. Grupurile etnice majore sunt muntenegrenii (Црногорци/Crnogorci), sârbii (Срби/Srbi), bosniacii (Boshnjaci), albanezii (Albanci – Shqiptarët) și croații (Hrvati). Numărul de „muntenegreni” și „sârbi” variază considerabil de la un recensământ la altul din cauza unor modificări în percepția populară, experiența lor, sau alegerea de a-și exprima identitatea și apartenența etnică.

### Structura lingvistică

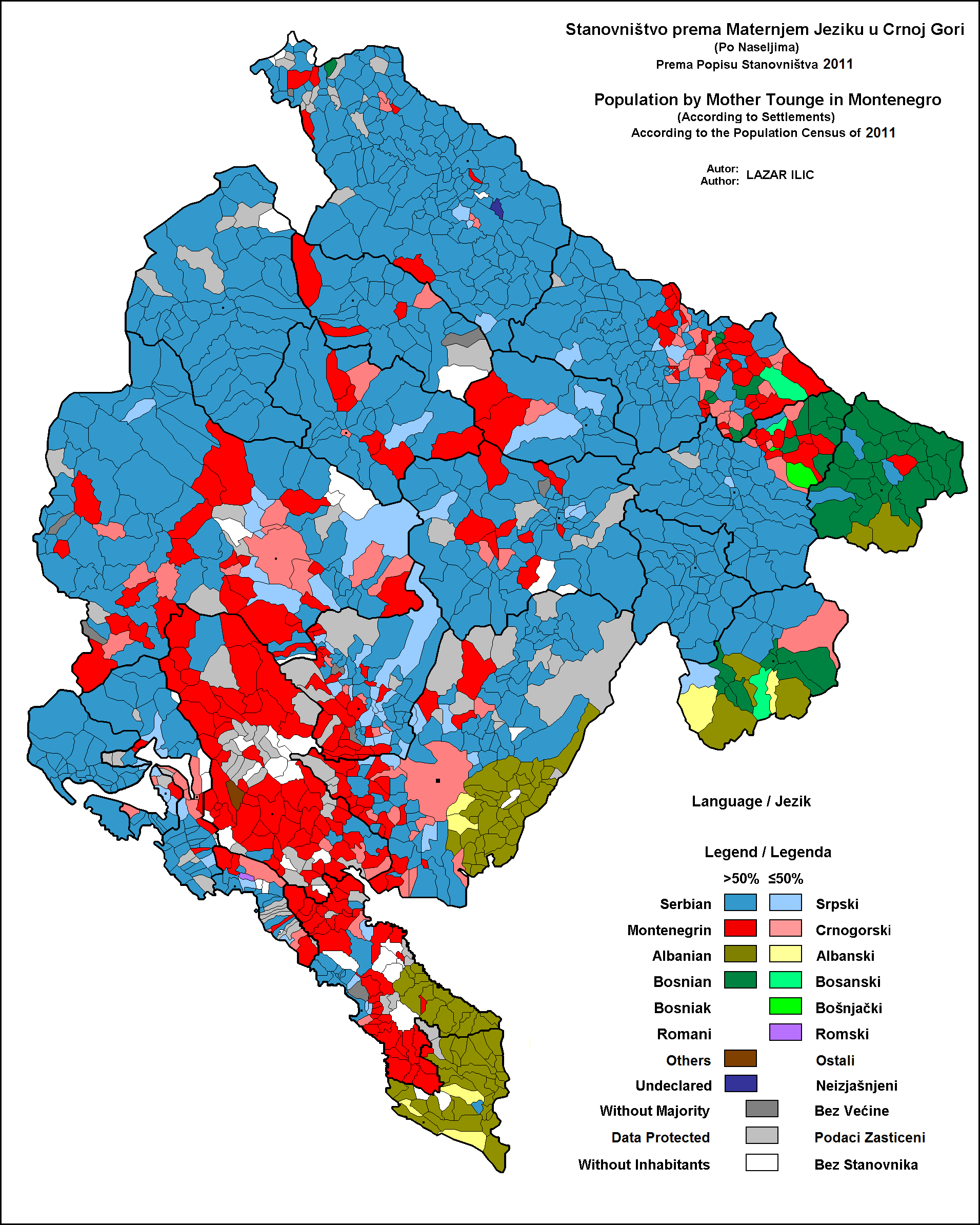
Structura lingvistică din muntenegru pe așezări, 2011

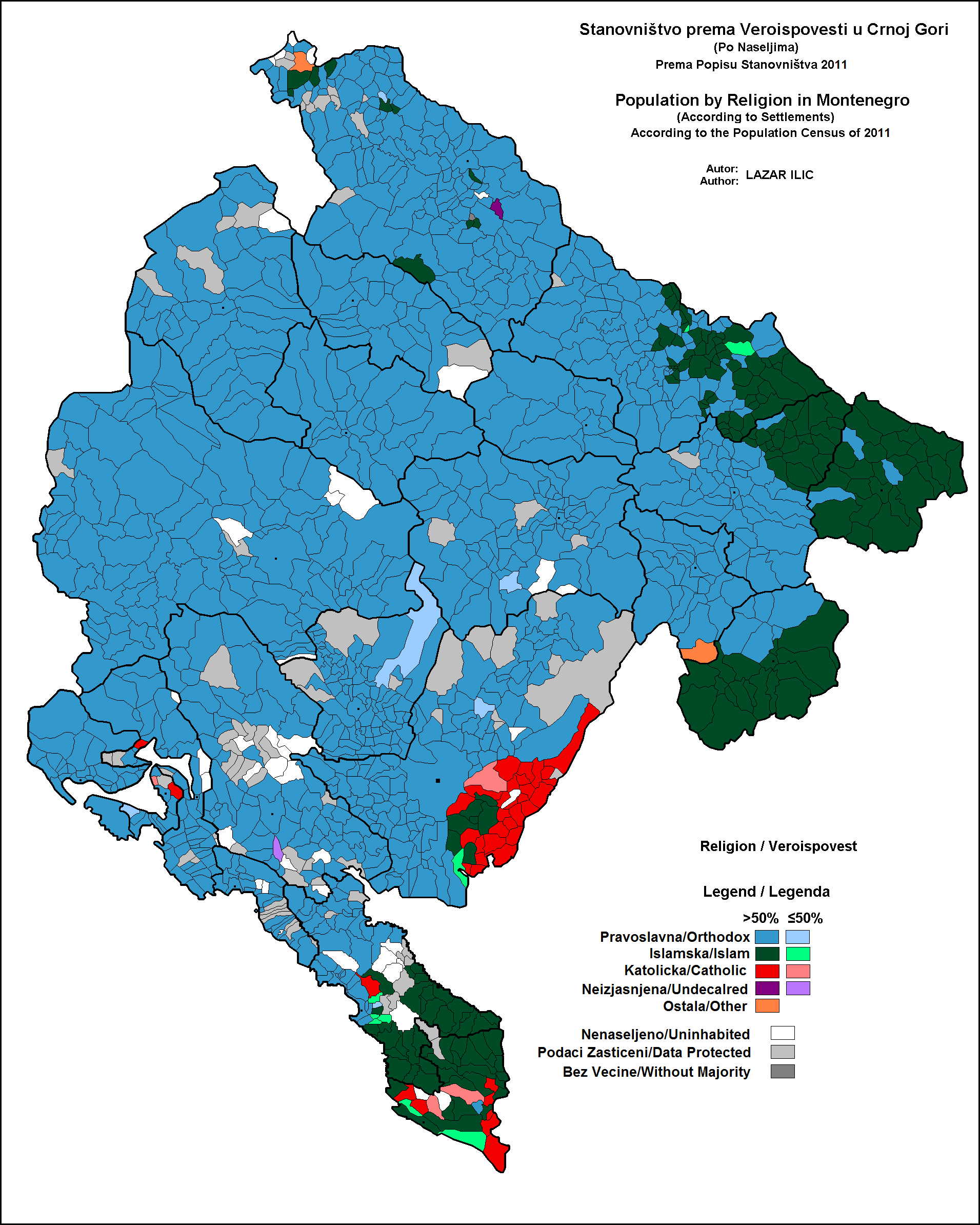
Structura religioasă a Muntenegrului pe așezări, 2011

Limba oficială în Muntenegru este în muntenegreana. De asemenea, sârba, bosniaca, albaneza și croata sunt recunoscute în utilizare. Toate aceste limbi, cu excepția albanezei, sunt reciproc inteligibile. Conform recensământului din 2011, cei mai mulți cetățeni au declarat sârba ca limbă maternă. Muntenegreana limba maternă majoritară a populației cu vârsta sub 18 ani, deși cu foarte puțin - 39,2% față de 37,5% cetățeni sârbofoni. În 2013, Matica crnogorska⁠(d) a anunțat rezultatele unui sondaj de opinie publică cu privire la atitudinile identitare ale cetățenilor din Muntenegru, indicând faptul că majoritatea populației susține muntenegreana ca limbă maternă. Constituțiile anterioare aprobaseră sârbo-croata ca limbă oficială în RS Muntenegru și limba sârbă în standard ijekavian în perioada 1992-2006.

### Structura religioasă
Muntenegrul s-a aflat, istoric, la răscrucea multiculturalismului și de-a lungul secolelor și-a format o formă unică de coexistență între populațiile musulmană și creștină. Muntenegrenii au fost, din punct de vedere istoric, membri ai Bisericii Ortodoxe Sârbe (reglementate în cadrul Mitropoliei Muntenegrului și Litoralului), și creștinismul ortodox sârb este cea mai populară religie astăzi în Muntenegru. Biserica Ortodoxă Muntenegreană a fost recent înființată, și este urmată de o mică minoritate de muntenegreni, deși nu este în comuniune cu nicio altă Biserică Creștin-Ortodoxă, deoarece nu a fost recunoscută oficial.
În timpul intensificării tensiunilor între grupurile religioase în timpul Războiului din Bosnia, Muntenegru a rămas destul de stabil, în principal din cauză că populația sale avea o perspectivă istorică asupra toleranței religioase și diversității religioase. Instituțiile religioase din Muntenegru au toate drepturile garantate și sunt separate de stat. A doua cea mai mare religie religie este islamul, care se ridică la 19% din populația totală a țării. O majoritate a albanezilor sunt musulmani sunniți, și în 2012 a fost adoptat un protocol care recunoaște islamul ca religie oficială în Muntenegru, asigură servirea de alimente halal⁠(d) în unități militare, spitale, cămine și cantine sociale; și că femeilor musulmane li se permite să poarte basmale în școli și în instituțiile publice, precum și că musulmanii au dreptul de a nu lucra vinerea pentru rugăciunea de Rugăciunea de Vineri. Există și o redusă populație romano-catolică, cea mai mare parte albanezi cu puțini croați, împărțit între Arhiepiscopia Antivari condusă de primatul Serbiei și Eparhia Kotorului, parte a Bisericii din Croația⁠(d).

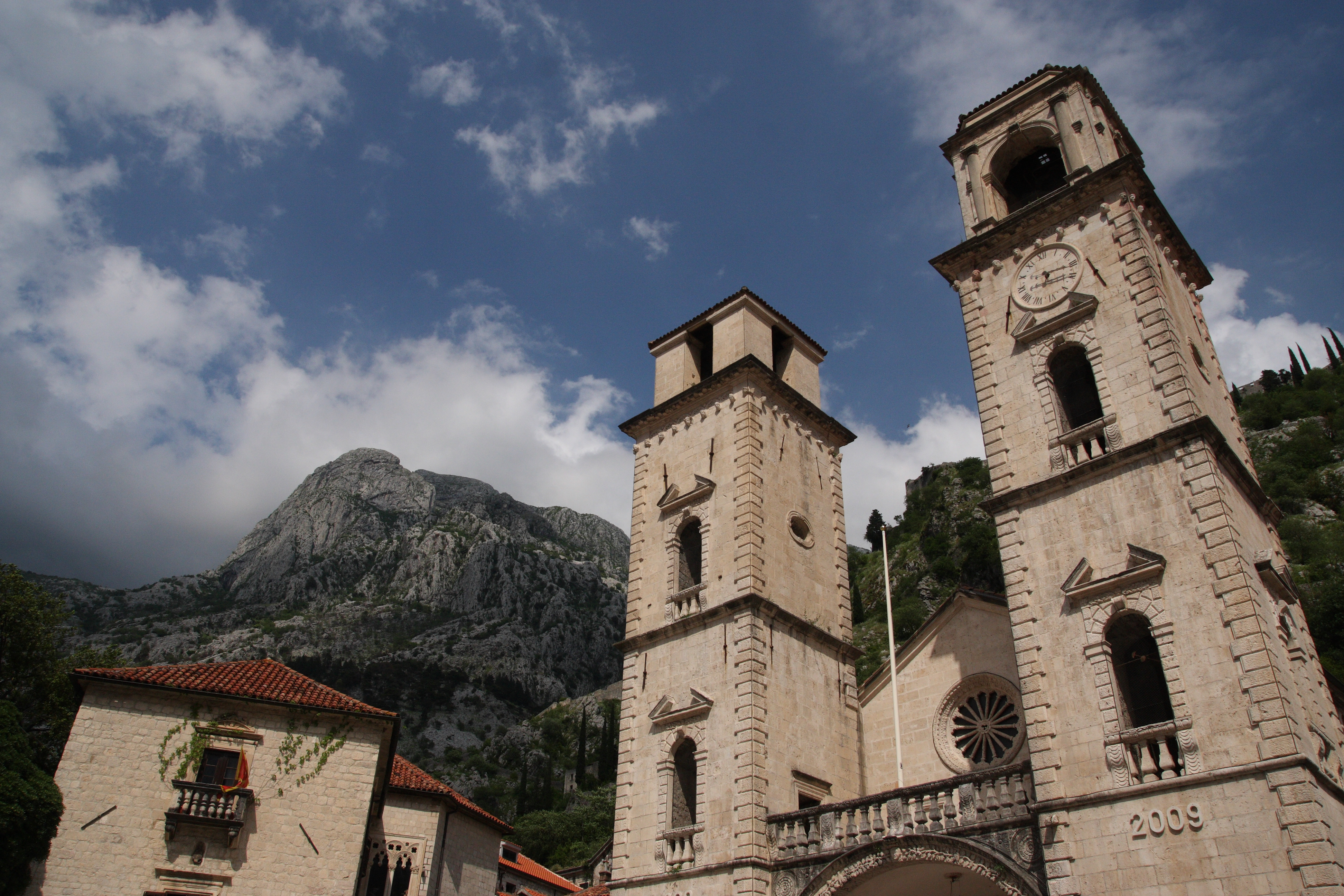
Catedrala din Kotor
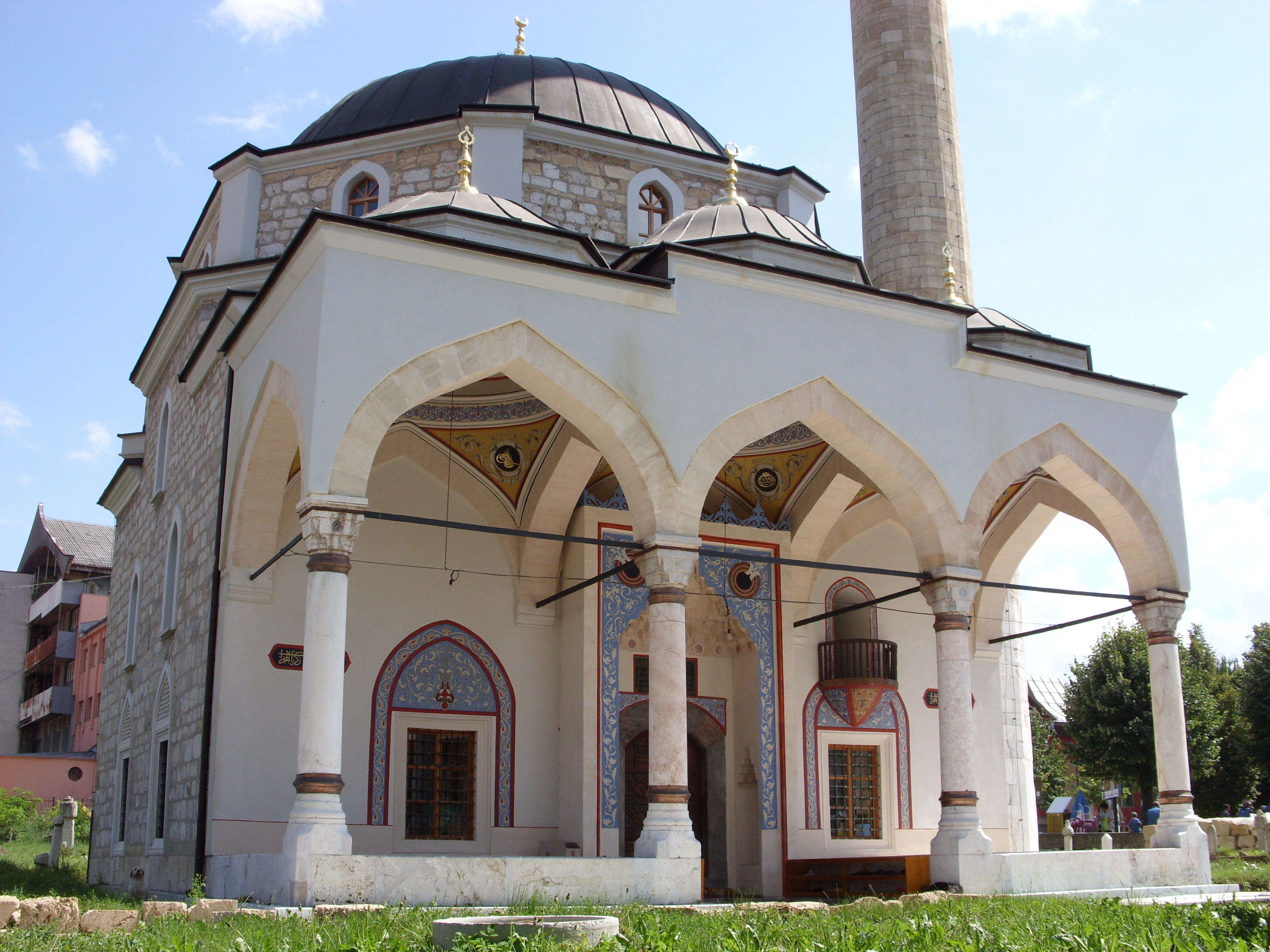
Moscheea Husein-paša din Pljevlja
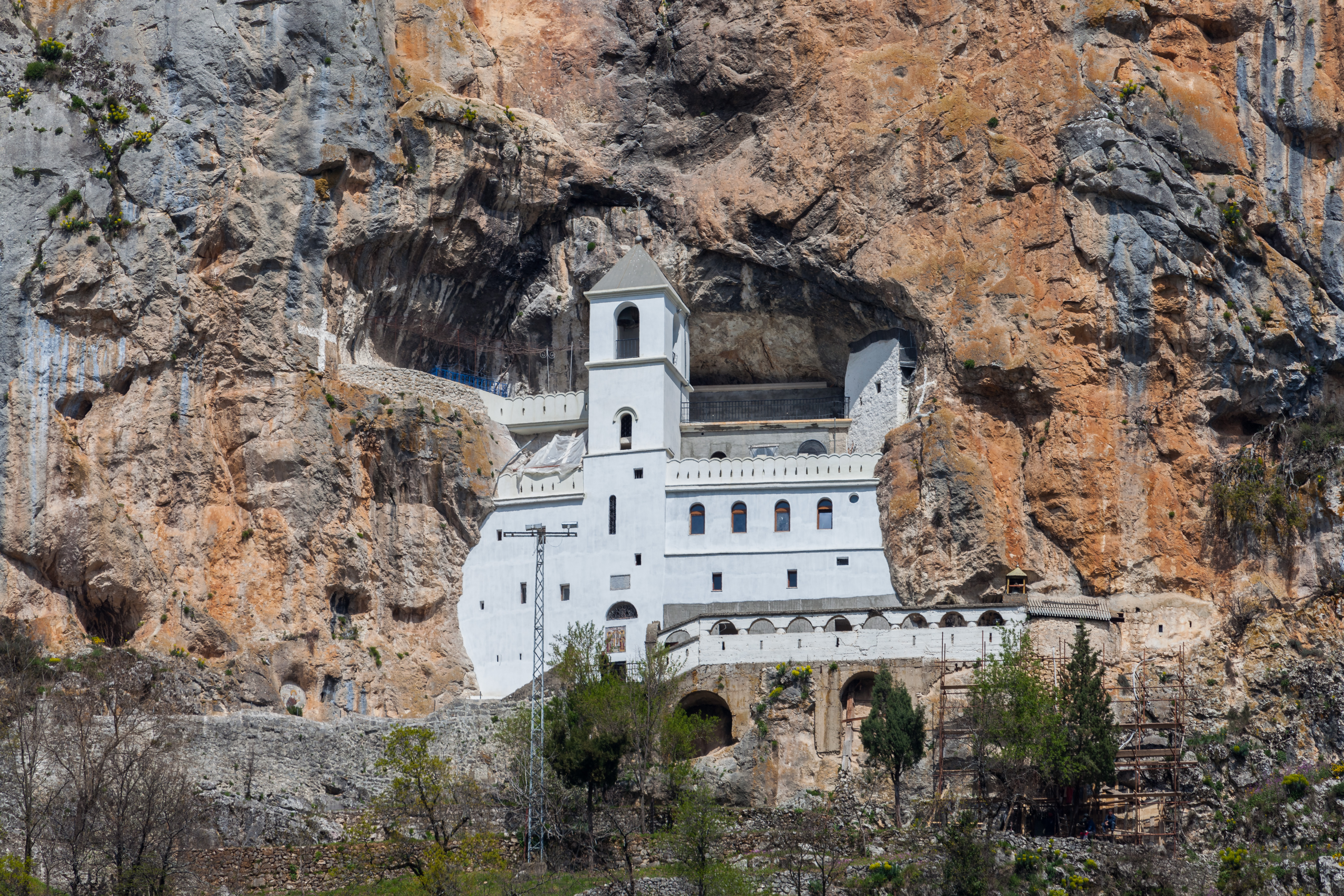
Mănăstirea Ostrog, cel mai important loc de pelerinaj creștin din Muntenegru
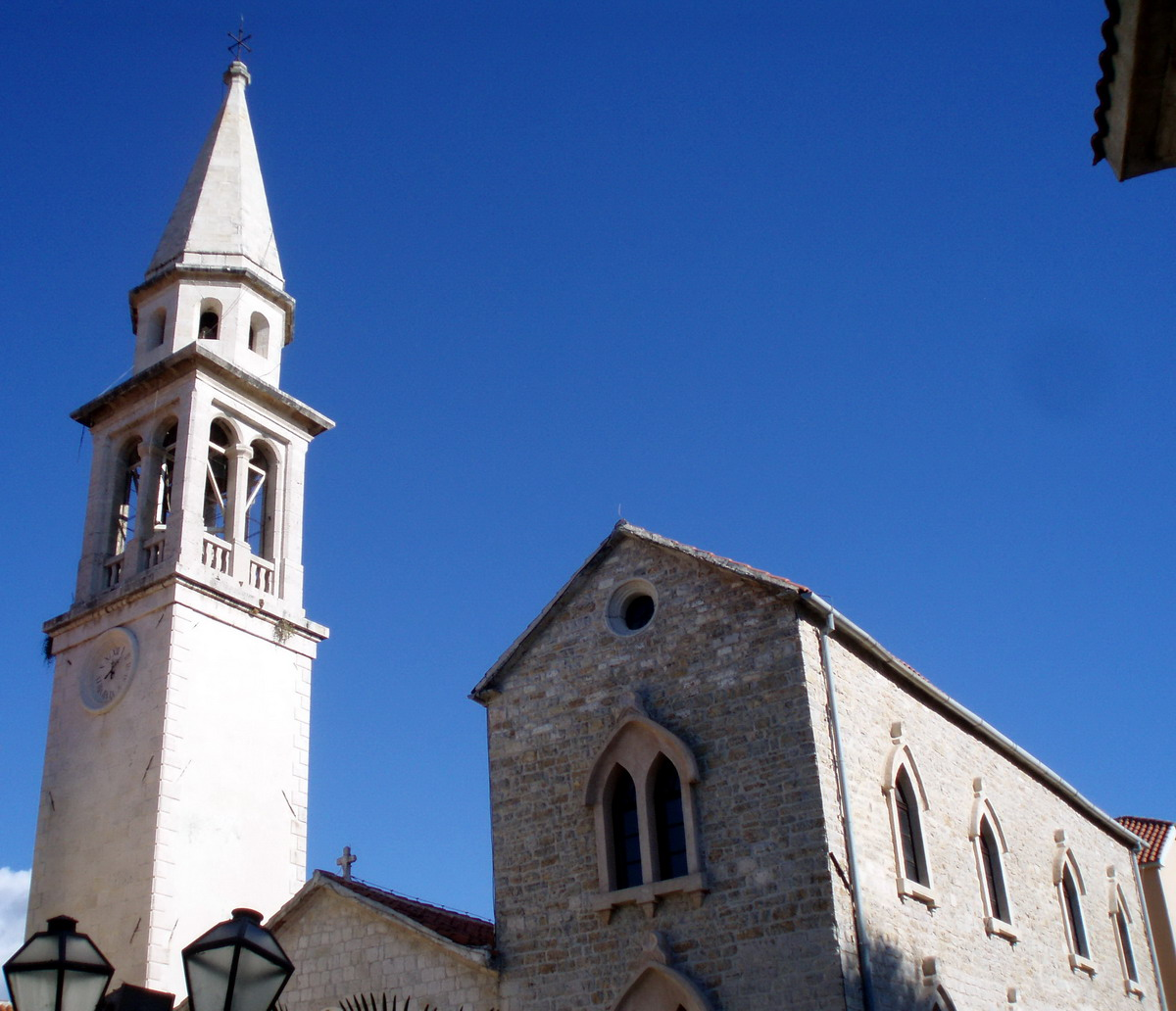
Biserica romano-catolică Sf. Ioan din Budva

## Educație
Educația în Muntenegru este reglementată de Ministerul Educației și Științei.
Educația începe fie în grădinițe, fie în școli elementare. Copiii se înscriu în școlile elementare (în muntenegreană, Osnovna škola), la vârsta de 6 ani; studiile durează 9 ani. Studenții își pot continua educația secundară (în muntenegreană, Srednja škola), care durează 4 ani (3 ani pentru școli profesionale) și se termină cu examenul de absolvire (matura⁠(d)). Învățământul superior are o durată variabilă, o diplomă putând fi obținută după 3 până la 6 ani. Există o Universitate publică (Universitatea din Muntenegru) și două private (Universitatea Mediteraneană și Universitatea Donja Gorica).

### Educația elementară
Studiile elementare în Muntenegru sunt gratuite și obligatorii pentru toți copiii cu vârste cuprinse între 6 și 14 ani.

### Învățământul secundar
Școlile secundare sunt de trei tipuri, și copiii participă la unul, în funcție de alegerea și de clasele de școală primară:
- Gimnaziul (Gimnazija / Гимназиjа), durează de patru ani și oferă educație generală. Este o școală pregătitoare pentru universitate, și, prin urmare, cea mai academică și de prestigiu.
- Școlile profesionale (Stručna škola / Стручна школа) durează trei sau patru ani și specializează studenții în anumite domenii, care îi pot conduce către colegiu; școlile profesionale oferă un nivel relativ larg de educație.
- Școlile vocaționale (Zanatska škola / Занатска школа) de trei ani se concentrează pe educația vocațională (de exemplu, tâmplărie, instalații, mecanică) fără opțiuni de continuarea educației după trei ani.

### Învățământul terțiar
Instituțiile sunt împărțite în „studii superioare” (Više obrazovanje) și „studii înalte” (Visoko obrazovanje).
- Facultățile (Fakultet) și academiile de artă (akademija umjetnosti) durează între 4 și 6 ani (un an are două semestre) și acordă diplome echivalente licenței.

Școlile înalte (Viša škola) durează între doi și patru ani.

### Studiile postuniversitare
Studiile postuniversitare (post-diplomske studije) sunt oferit după nivelul terțiar și oferă programe de masterat, doctorat și specializare.

## Cultura

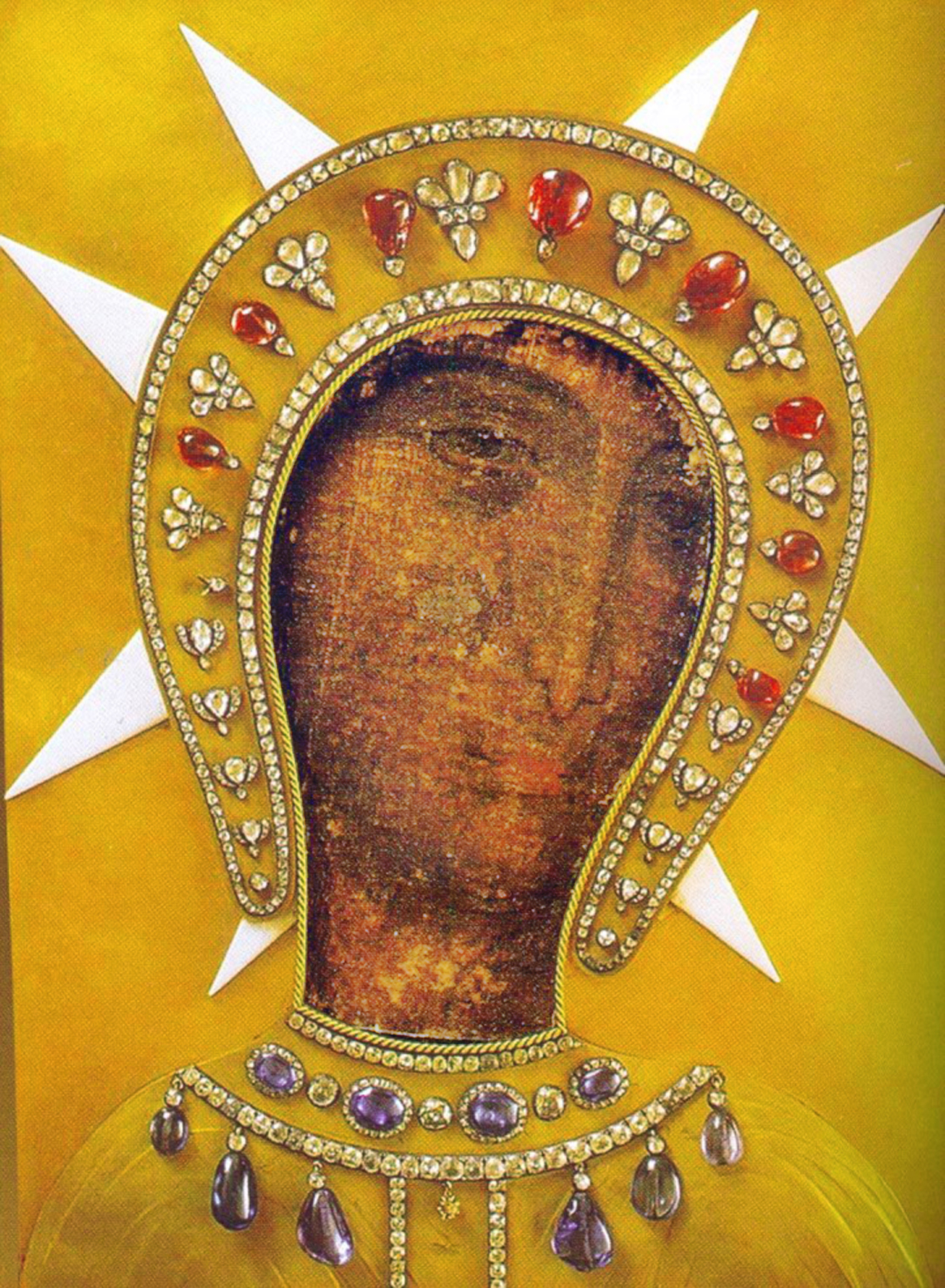
Doamna Noastră din Philermos, patroana Rodosului și a Ordinului Suveran Militar de Malta, una dintre primele icoane creștine, pictată, conform legendei, de către Sfântul Luca, Muzeul Național al Muntenegrului, Cetinje.

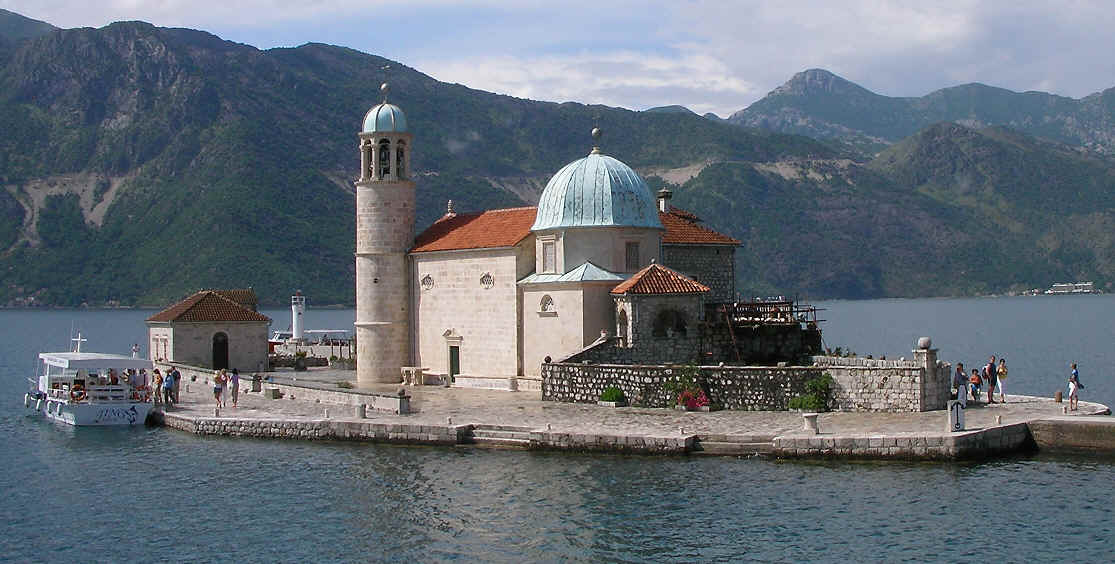
Biserica Doamna Noastră a Stâncilor, un exemplu de arhitectură romano-catolică din Muntenegru.

Cultura Muntenegrului a fost modelată de o varietate de influențe de-a lungul istoriei. Influența culturilor ortodoxe, slave, central-europene și adriatice (în special din unele părți ale Italiei, cum ar fi Republica Venețiană) au fost cele mai importante în ultimele secole.
Muntenegru are multe situri culturale și istorice importante, inclusiv elemente de patrimoniu din perioadele pre-romană, gotică și barocă. Regiunea de coastă a Muntenegrului este deosebit de bine cunoscută pentru monumentele religioase, între care se numără Catedrala Sfântul Trifon⁠(d) din Kotor (Cattaro sub venețieni), basilica of Sf. Luca (de peste 800 de ani), Doamna Noastră a Stâncii (Škrpjela), Mănăstirea Savina și altele. Mănăstirile medievale din Muntenegru conțin mii de metri pătrați de fresce pe pereții lor.

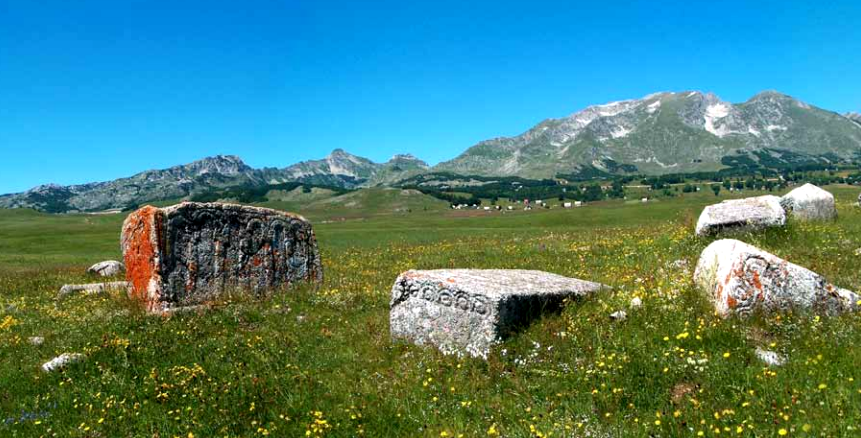
Pietre funerare medievale Stećci, în Patrimoniu Mondial UNESCO din 2016.

O dimensiune a culturii Muntenegrului este idealul etic de Čojstvo am Junaštvo, „Omenie și vitejie”. Dansul tradițional popular din Muntenegru este Oro, „dansul vulturului”, care implică un dans în cerc în care cuplurile dansează alternativ în centru, și se termină prin formarea unei piramide umane de dansatori în picioare fiecare pe umerii celuilalt.
Primele opere literare scrise în regiune sunt vechi de zece secole, și prima carte din Muntenegru a fost tipărită cu peste cinci sute de ani în urmă. Prima tipografie de stat a fost situată la Cetinje, în 1494, unde a fost tipărită în același an prima carte sud-slavă, Octoihul de la Cetinje. Manuscrise vechi, datând din secolul al XIII-lea, sunt păstrate în mănăstirile din Muntenegru.
Capitala Podgorica și fosta capitală regală Cetinje sunt două dintre cele mai importante centre de cultură și arte din țară.

### Bucătăria

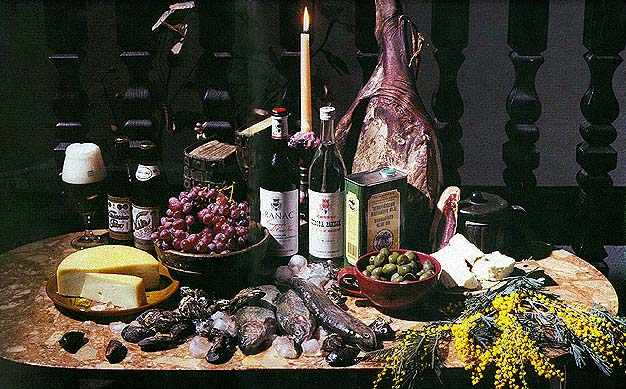
Alimente din Muntenegru

Bucătăria muntenegreană este un rezultat al lungii istorii a țării. Este o variație a bucătăriilor mediteraneană și orientală. Cea mai mare influență provine din Italia, Turcia, Imperiul Bizantin/Grecia, și, precum și din Ungaria. Preparatele din bucătăria muntenegreană variază geografic; bucătăria din zona de coastă diferă de cea din regiunea muntoasă din nord. Zona de coastă este în mod tradițional reprezentativă pentru bucătăria mediteraneană, fructele de mare fiind un fel de mâncare comun, în timp ce partea de nord are specific mai degrabă oriental.

### Mass-media
Televiziunea, revistele și ziarele sunt toate operate de atât de stat, cât și de corporații care depind de publicitate, abonamente, și alte venituri din vânzări. Constituția Muntenegrului garantează libertatea de exprimare.
Ca țară în tranziție, sistemul de mass-media din Muntenegru este în curs de transformare.

### În cultura populară
Prima reprezentare moderne internațională a Muntenegrului ca stat independent a fost la Miss World 2006 la 30 septembrie 2006, în Varșovia, Polonia. Ivana Knežević din orașul Bar a fost prima Miss Muntenegru la orice concurs internațional de frumusețe. Atât Muntenegru cât și Serbia au concurat separat în acest concurs pentru prima dată după încheierea uniunii.
O parte din filmul cu James Bond Casino Royale din 2006 are acțiunea în Muntenegru, deși toate filmările s-au făcut în Cehia – la Karlovy Vary.
„L' homme qui voulait vivre sa vie”, după un roman din 1997 de Douglas Kennedy, este un film francez despre un parizian care se reinventează devenind fotograf în Muntenegru.
Primele scene din Nume de cod: Spionul de noiembrie⁠(d) cu Pierce Brosnan sunt filmate în Muntenegru.
Nero Wolfe, excentricul detectiv fictiv creat de scriitorul american Rex Stout, este de origine muntenegreană. Un roman cu Nero Wolfe, Muntele Negru⁠(d), are loc în Muntenegrul epocii lui Tito.
Partea întunecată a Soarelui, un film dramă americano-iugoslav din 1988 cu Brad Pitt, despre un tânăr în căutarea unui leac pentru o boală de piele, a fost filmat în Muntenegru și regizat de regizorul muntenegrean Božidar Nikolić.
Locul acțiunii operetei de Franz Lehár din 1905 „Văduva Veselă” este ambasada de la Paris a Marelui Ducat de Pontevedro. Pontevedro este o versiune fictivă a Muntenegrului și multe dintre personaje se bazează vag pe nobilimea muntenegreană reală.
În romanul lui F. Scott Fitzgerald „Marele Gatsby”, Gatsby îl impresionează pe Nick că a primit o decorație din Războiul Mondial, „pentru Vitejie Extraordinară” din partea Muntenegrului. El îi spune lui Nick: „fiecare țară Aliată mi-a dat o decorație — chiar și Muntenegru, micul Muntenegru de pe malul Adriaticii!”

### Sport

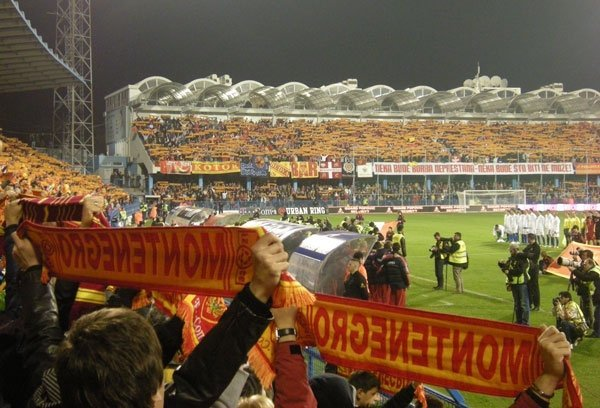
Stadionul Pod Goricom, fanii naționalei.

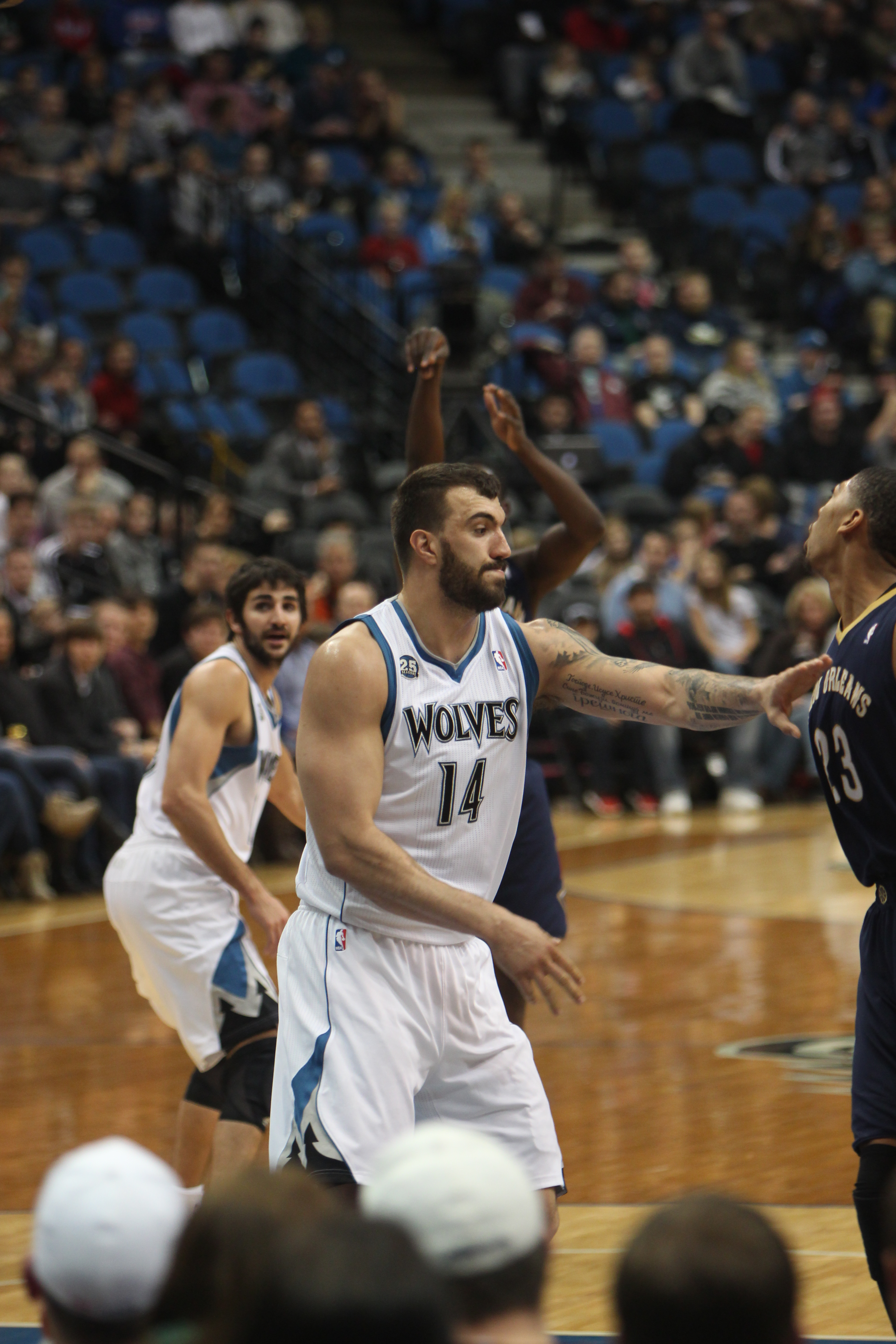
, jucător profesionist de baschet la Minnesota Timberwolves în NBA.

Sportul în Muntenegru se centrează mai ales pe sporturile de echipă, cum ar fi fotbalul, baschetul, polo pe apă, voleiul și handbalul. Alte sporturi practicate sunt box, tenis, înot, judo, karate, atletism, tenis de masă și șah.
Cel mai popular sport este fotbalul. Printre numeroșii mari jucători din Muntenegru se numără Dejan Savićević, Predrag Mijatović, Mirko Vučinić sau Stevan Jovetić. Echipa națională de fotbal, fondată în 2006, a jucat barajul de calificare la UEFA Euro 2012, este cel mai mare succes din istoria echipei naționale.
Polo pe apă este de multe ori considerat sport național. Echipa națională masculină⁠(d) este una dintre primele din lume, câștigând medalia de aur la Campionatul European de Polo pe Apă din 2008 de la Málaga, Spania, și la Liga Mondială de Poli pe Apă FINA 2009, care a avut loc în capitala Muntenegrului, Podgorica. Echipa muntenegreană PVK Primorac din Kotor a devenit campioană a Europei la Euroliga LEN 2009 la Rijeka, Croația.
Echipa națională de baschet⁠(d) este și ea cunoscută pentru bunele sale prestații, jucătorii muntenegreni câștigat mai multe de medalii în trecut ca parte a Iugoslaviei. În anul 2006, Federația de Baschet din Muntenegru , a aderat la Federația Internațională de Baschet (FIBA) pe cont propriu, în urma independenței Muntenegrului⁠(d). Muntenegru a participat până acum la două competiții Eurobasket.
Printre sporturile feminine, echipa națională de handbal este cea mai de succes, câștigând Campionatul European din 2012 și terminând pe locul al doilea la Jocurile Olimpice de Vară din același an. ŽRK Budućnost Podgorica a câștigat de două ori EHF Champions League.
Șahul este un alt sport popular, unii din jucători de șah renumiți la nivel mondial, ca Slavko Dedić, fiind născuți în Muntenegru.
La Jocurile Olimpice din 2012 de la Londra, echipa națională feminină de handbal a câștigat medalia de argint, fiind învinsă de campioana mondială, olimpică europeană Norvegia într-un meci terminat 26-23. Aceasta a fost prima medalie olimpică a Muntenegrului. Mai puțin de jumătate de an mai târziu, echipa și-a luat revanșa învingând Norvegia în finala din Campionatului European, devenind astfel pentru prima dată campioană.
| Jocurile Olimpice | Medalii olimpice | Medalii olimpice | Medalii olimpice |
| Jocurile Olimpice | Aur              | Argint           | Bronz            |
| ----------------- | ---------------- | ---------------- | ---------------- |
| Beijing 2008      | 0                | 0                | 0                |
| Vancouver 2010    | 0                | 0                | 0                |
| Londra 2012       | 0                | 1                | 0                |
| Soci 2014         | 0                | 0                | 0                |
| TOTAL:            | 0                | 1                | 0                |

### Sărbători legale
| Data        | Numele                | Note           |
| ----------- | --------------------- | -------------- |
| 1 ianuarie  | Anul Nou⁠(d)           | (nelucrătoare) |
| 7 ianuarie  | Crăciunul Ortodox     | (nelucrătoare) |
| aprilie/mai | Vinerea Mare ortodoxă |                |
| aprilie/mai | Paștele Ortodox       |                |
| 1 mai       | Ziua Muncii           | (nelucrătoare) |
| 9 mai       | Ziua Victoriei        |                |
| 21 mai      | Ziua Independenței    | (nelucrătoare) |
| 13 iulie    | Ziua Suveranității    | (nelucrătoare) |

## Link-uri externe
- Site-ul oficial al Guvernului din Muntenegru (limba engleză)
- Montenegro la The World Factbook
- Muntenegru Arhivat în 30 august 2012, la Wayback Machine. de la UCB Biblioteci GovPubs
- Muntenegru pe Curlie
- Muntenegru profil de la BBC News
- Atlasul Wikimedia pentru Montenegro
- Date geografice legate de Muntenegru la OpenStreetMap